# Maisons anciennes à Nevers
Cet article décrit des maisons anciennes situées à Nevers, en France.

## Présentation de chaque maison

### L'hôtel Gascoing de Villecourt
Adresse : 2, rue Marguerite-Duras
Il se situe dans la propriété du 2, rue Marguerite-Duras (ancien 40, rue de l'Oratoire). On peut admirer sa superbe tourelle d'escalier du XVe siècle, possédant à son sommet un remarquable colombage en surplomb sur pans coupés.

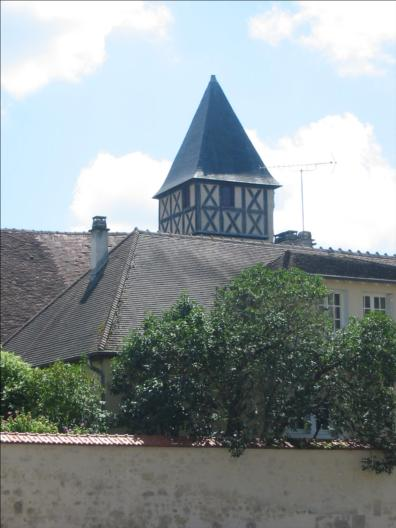

### La maison Bussière
Patrimoine : « Maison Bussière », notice no PA00112962, sur la plateforme ouverte du patrimoine, base Mérimée, ministère français de la Culture.
Classement :  Classé MH (1916)  Inscrit MH (2010)
Adresse : 22 rue Saint-Etienne
C'est une maison du XVIe siècle, portant le nom « Bussière », celui d'une famille de menuisiers qui l'a habitée pendant un siècle.

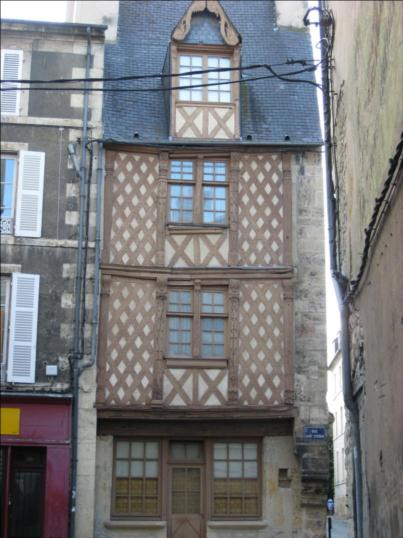
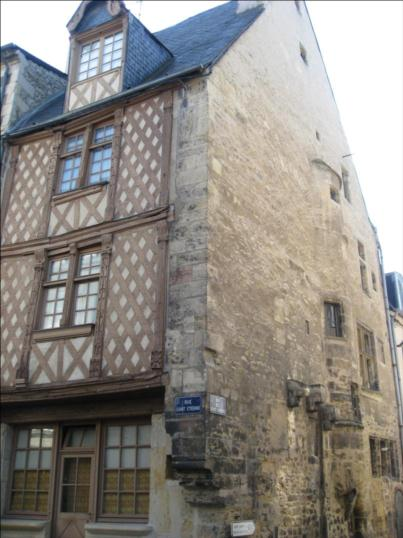

### L'abbaye de Fontmorigny
Patrimoine : « Abbaye de Fontmorigny », notice no PA00112934, sur la plateforme ouverte du patrimoine, base Mérimée, ministère français de la Culture.
Classement :  Inscrit MH (1946)
Adresse : 14 rue Fontmorigny
C'est une maison du XVe siècle, ancienne abbaye de Fontmorigny.
L'abbaye de Fontmorigny, aujourd'hui située dans le département du cher, près de Torteron, dépendait autrefois du comté du Nivernais. Dès 1274, les moines de cette abbaye possédaient dans cette rue une grande maison où ils pouvaient se réfugier en cas de danger. Ce bâtiment, construit au XVe siècle, avec tourelle d'escalier en vis à l'arrière, s'élève sur des caves voûtées d'ogives. Celles-ci servaient de dépôt des mesures et de lieu de paiement pour les droits de mesure de l'abbaye. Elles pouvaient également recevoir la vendange des vignes que les religieux possédaient dans les environs de Nevers, à la Pisserote et aux Montapins. (source : "Cheminement piéton de la Ville de Nevers").

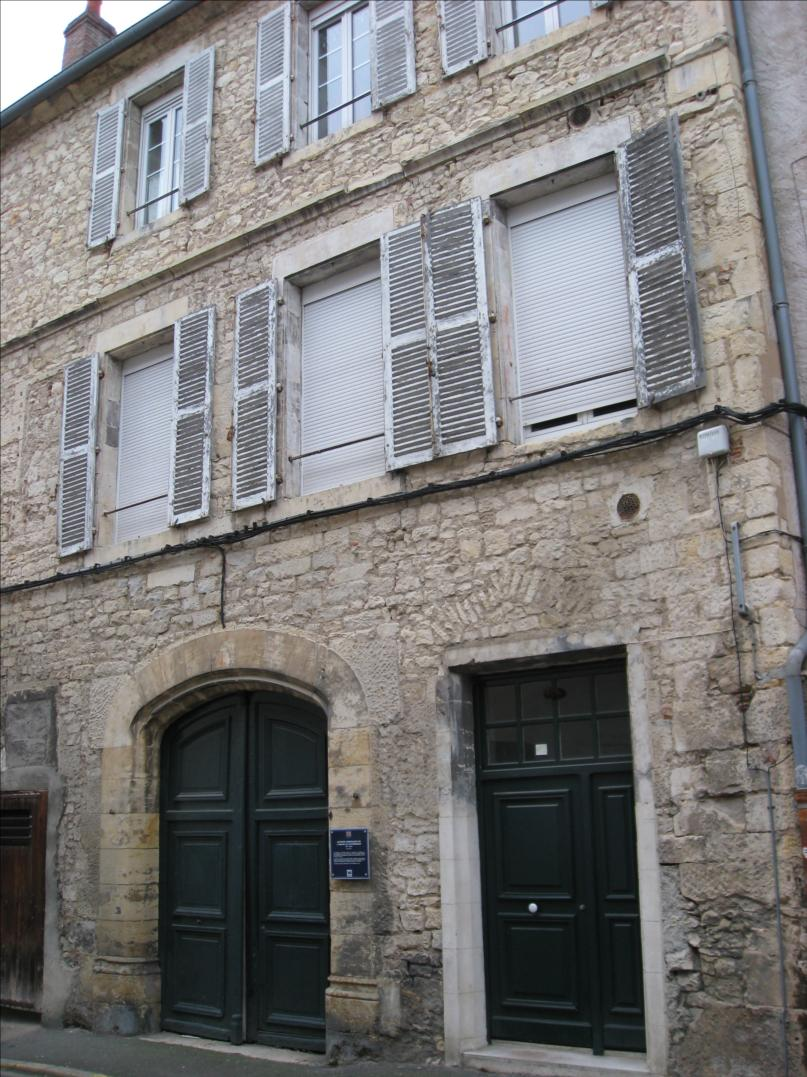
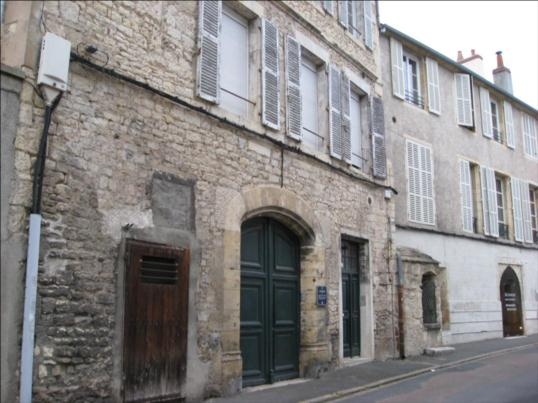
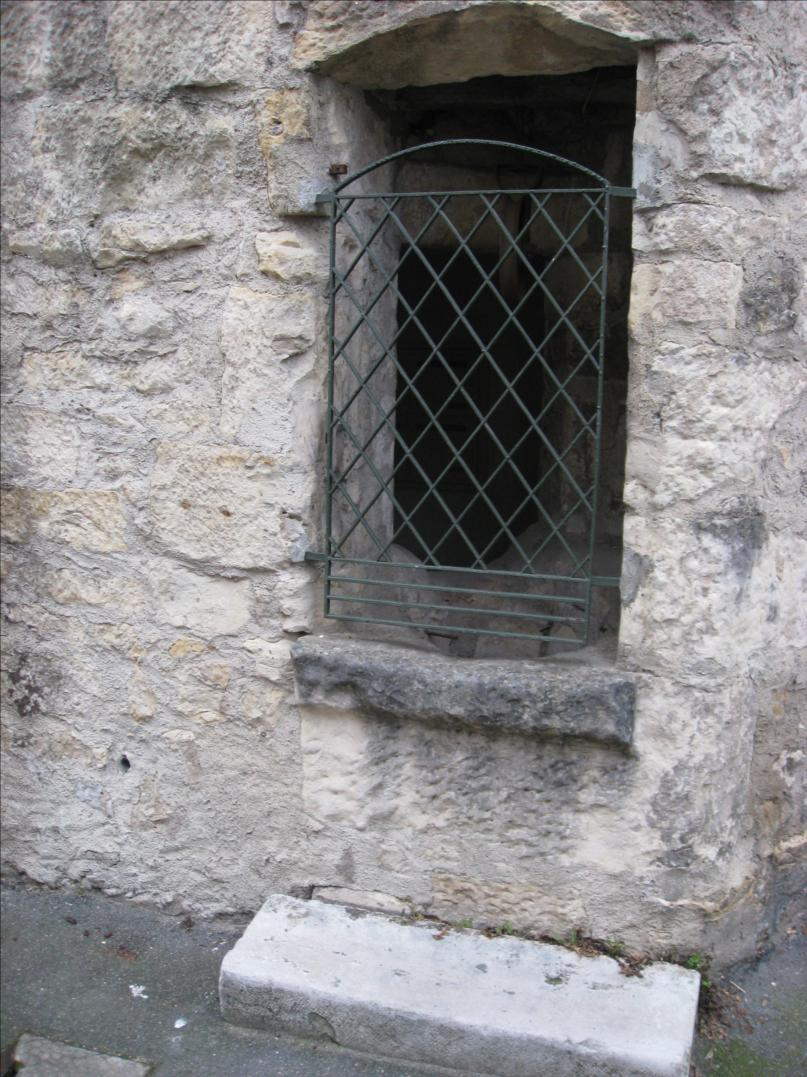

### Une maison duXIIIesiècle
Adresse : angle rue de la Cathédrale, rue de la Parcheminerie

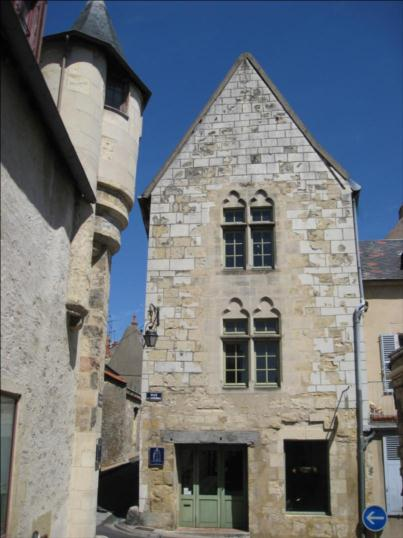
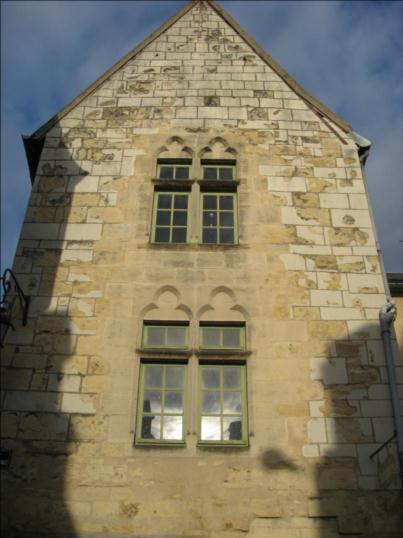
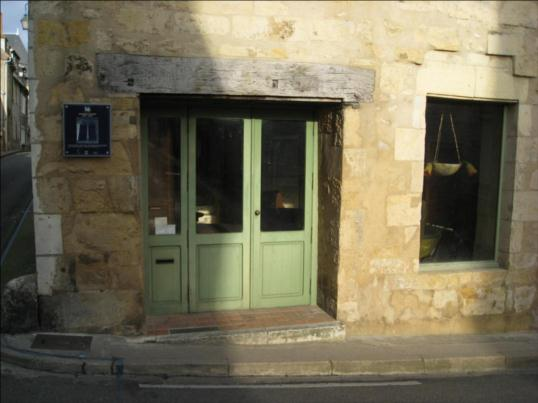

### Une maison duXVesiècle
Patrimoine : « Maison du XVe siècle », notice no PA00112960, sur la plateforme ouverte du patrimoine, base Mérimée, ministère français de la Culture.
Classement :  Classé MH (1970)
Adresse : 1 rue de la Parcheminerie, angle bas sud-ouest de la place de la République
Cette maison du XVe siècle a gardé ses parquets, ses carrelages, ses vitraux, ses poutres apparentes et ses cheminées d'époque. Une statue de la Vierge, datant également du XVe siècle, est nichée dans la façade.
C'était l'atelier d'un sabotier. La partie professionnelle se trouvait au rez-de-chaussée », Au XIXe siècle, la maison est devenue une maison bourgeoise, celle d'un notable de province. Elle a un charme particulier avec ses alcôves à tous les étages. La maison aurait eu une importante activité mondaine.
L'échoppe s'ouvre dans un rez-de-chaussée en pierre de taille sur la rue principale et en moellons sur la petite rue des Ratoires. L'étage est à pans de bois en encorbellement. La ferme débordante du pignon, protégeant celui-ci de la pluie, a été restaurée en 1929 lorsque cette maison a été classée MH. (source : "Cheminement piéton de la Ville de Nevers").

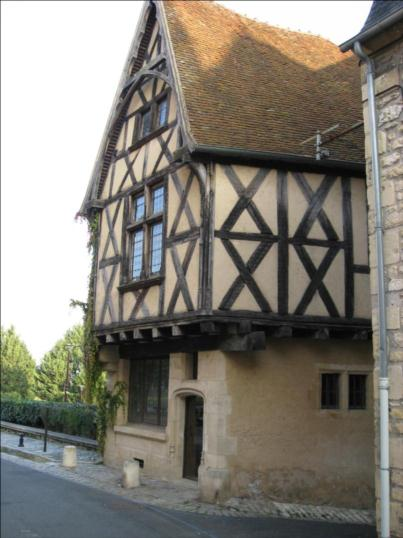
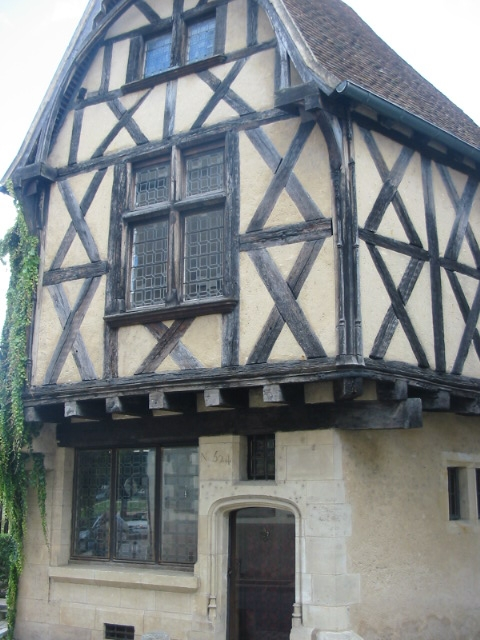

### La maison du prieur de Saint-Victor
Adresse : 10 rue Creuse
C'est l'ancienne maison du prieur de Saint-Victor

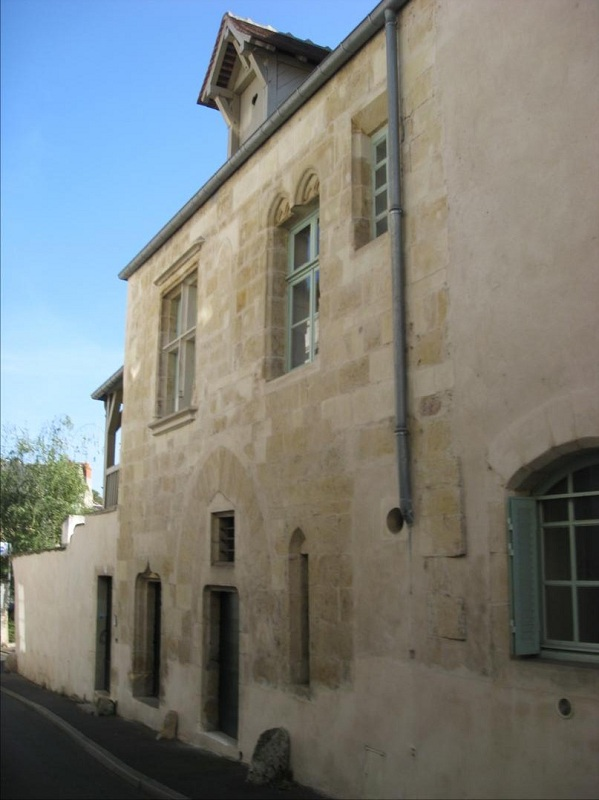
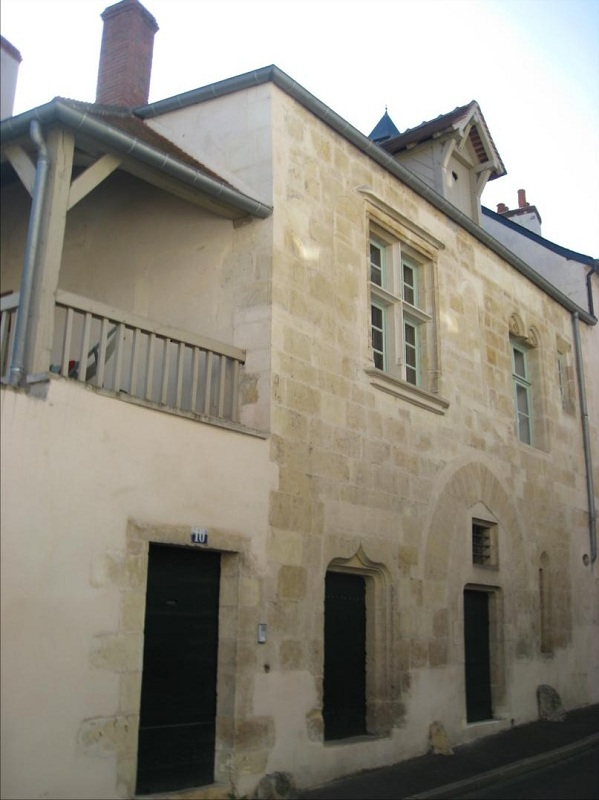
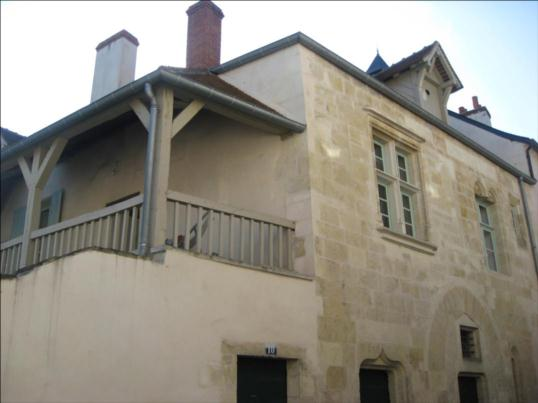
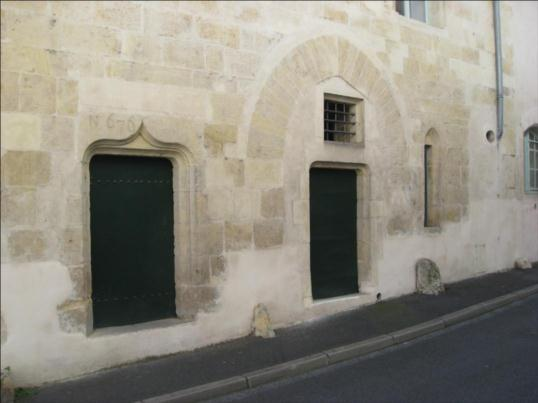

### L'hôtel de Fontenay
Patrimoine : « Hôtel de Fontenay », notice no PA00112947, sur la plateforme ouverte du patrimoine, base Mérimée, ministère français de la Culture.
Classement :  Inscrit MH (1946)
Adresse : 15 rue des Récollets
C'est l’ancien Hôtel de Fontenay, construit pour la famille du même nom au XVIIe siècle. Il conserve un magnifique portail.
L'idée de hiérarchie sociale apparaît clairement dans la disposition et l'architecture de l'hôtel de Fontenay. Sa façade principale n'est pas sur la rue, à l'activité de laquelle elle ne participe plus, mais en retrait, sur un étroit passage dont l'accès est traité de manière monumentale avec un portail en plein cintre encadré de colonnes doriques jumelées adossées à des pilastres et surmonté d'une corniche cintrée dégageant un large tympan nu. Par le matériau utilisé (pierre de taille et moellon) et par l'élévation donnée au bâtiment, cet hôtel se distingue également des maisons de la ville de la même époque pour lesquelles le bois reste d'usage fréquent et qui possèdent rarement plus d'un étage. (source : "Cheminement piéton de la Ville de Nevers").

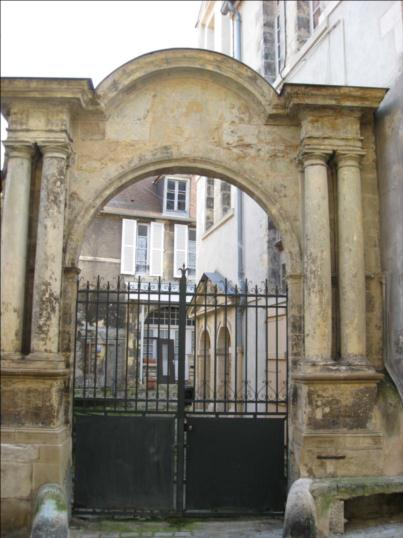
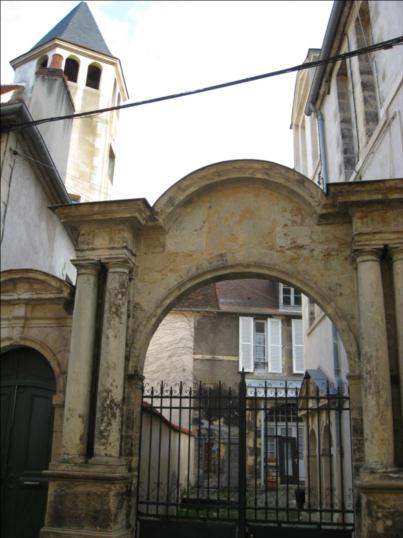

### L'hôtel de la Monnaie
Patrimoine : « Hôtel de la Monnaie », notice no PA58000006, sur la plateforme ouverte du patrimoine, base Mérimée, ministère français de la Culture.
Classement :  Inscrit MH (1977)
Adresse : 7, rue des Récollets.
Cet ancien Hôtel de la Monnaie date du XVe siècle. Il servait d’atelier monétaire aux comtes de Nevers. Il fut habité par Hugues de Pougues, maître particulier de la Monnaie à Nevers, de 1420 à 1427.
Cette demeure présente sur la rue un pignon très élevé terminé par des redents (ou marches d'escaliers) qui évoque les Flandres. Il peut avoir été édifié au XVe siècle mais repose cependant sur des bases plus anciennes, probablement du XIIe siècle si l'on en juge par la cave voûtée en plein cintre avec de puissants doubleaux. Les fenêtres à meneaux et croisillons ainsi que l'auvent ont été restitués en 1992. (source : "Cheminement piéton de la Ville de Nevers").

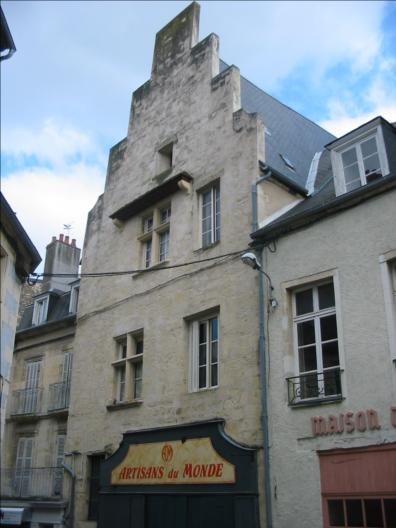

### L'hôtel des Bordes et son jardin
Patrimoine : « Hôtel des Bordes et son jardin », notice no PA00112946, sur la plateforme ouverte du patrimoine, base Mérimée, ministère français de la Culture.
Classement :  Inscrit MH (1944)
Adresse : 43 rue de Nièvre
Le 11 septembre 1714, Marie Casimire de La Grange d'Arquien, reine de Pologne, était reçue par sa sœur la comtesse de Béthune dans cet hôtel aménagé vers 1647 par leur tante, Louise d'Assienville, marquise d'Epoisses et comtesse des Bordes. L'Hôtel des Bordes est caractéristique de la demeure nobiliaire de l'ancien régime. Un portail à bossages, ouvert dans un mur de clôture continu donne accès à une cour, de forme régulière, encadrée par les communs de l'hôtel. Le bâtiment principal présente un léger avant-corps à bossages percé d'un oculus ovale et couronné par un fronton curviligne orné d'une guirlande de fleurs.

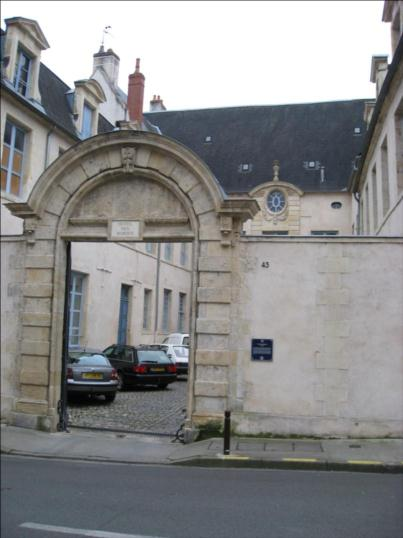
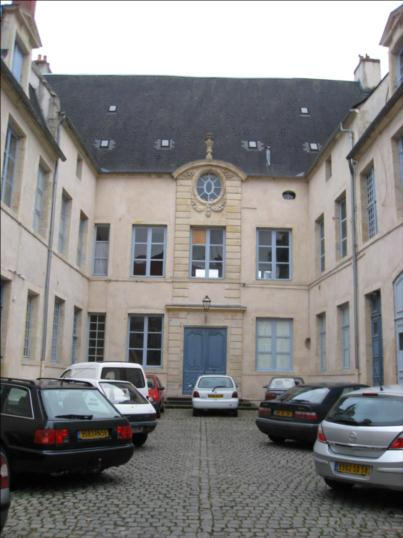

### L'hôtel de Maumigny
Patrimoine : « Hôtel de Maumigny », notice no PA58000017, sur la plateforme ouverte du patrimoine, base Mérimée, ministère français de la Culture.
Classement :  Inscrit MH (2000)
Adresse : 12 rue Creuse
Cet ancien hôtel fut construit en 1470 pour la  Famille de Maumigny, et modifié plusieurs fois au cours des siècles. Il possède une cour intérieure fermée par un imposant portail. Une tour d'escalier dessert les différents étages de l'hôtel. La façade sud donne sur un jardin clos.

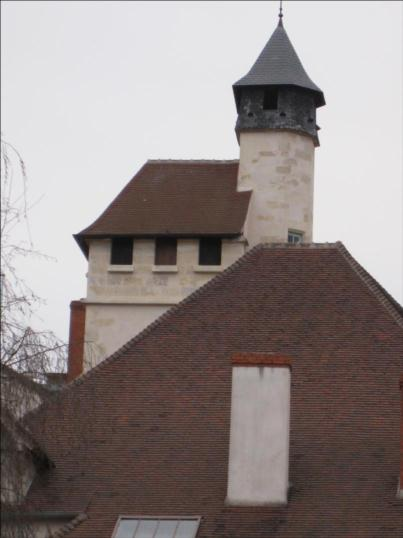
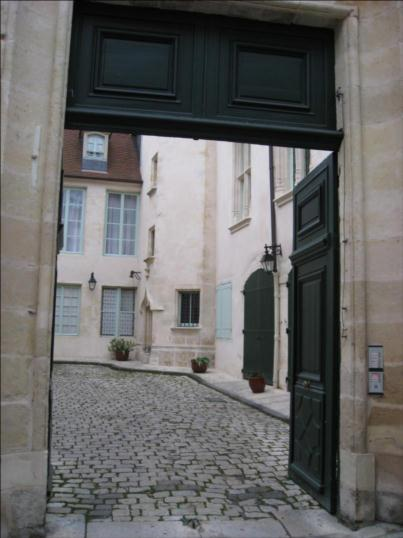
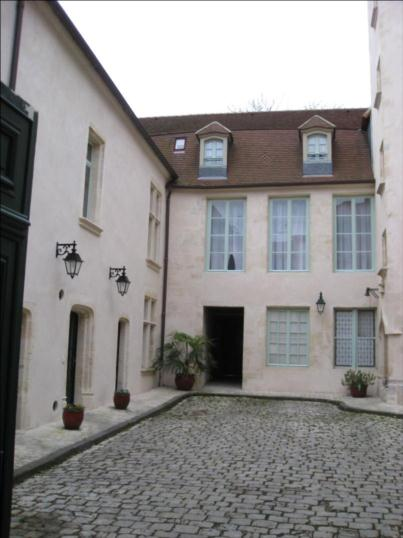
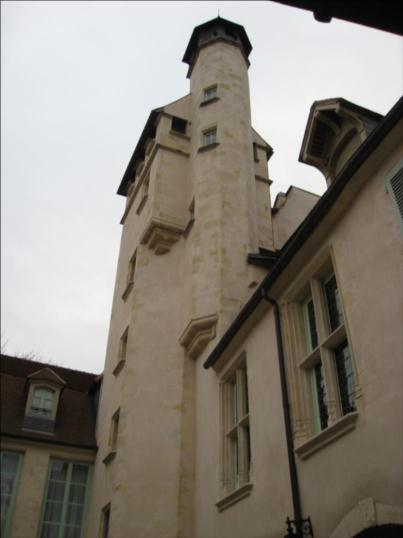

### L'hôtel Andras de Marcy
Patrimoine : « Hôtel Andras de Marcy », notice no PA58000018, sur la plateforme ouverte du patrimoine, base Mérimée, ministère français de la Culture.
Classement :  Inscrit MH (2001)
Adresse : 14 rue Creuse
C'est un ancien hôtel construit au XVe siècle.

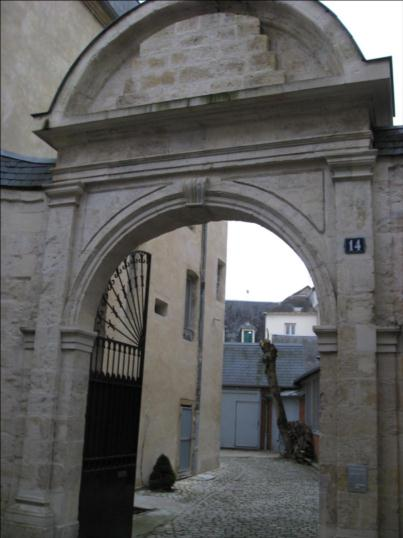

### L'hôtel Tiersonnier
Patrimoine : « Hôtel Tiersonnier », notice no PA00112948, sur la plateforme ouverte du patrimoine, base Mérimée, ministère français de la Culture.
Classement :  Inscrit MH (1946)
Adresse : 48 rue Saint-Etienne
C'est un ancien hôtel construit au XVIIIe siècle.
Le maître d'œuvre de cet hôtel construit avant 1776 pour Eloy Tiersonnier (1754-1838), conseiller du roi et receveur des impositions de l'élection de Moulins, a su habilement tirer parti d'un terrain assez restreint. Le corps du logis de plan massé s'expose directement sur la rue Saint-Etienne. Sa façade principale, de composition parfaitement symétrique, s'élève sur trois niveaux rythmés par des baies de formes différentes, agrémentées à l'étage noble de garde-corps en ferronnerie savamment ornés. Les services sont logés au rez-de-chaussée de l'immeuble du côté de la cour qui s'ouvre sur la rue du Sort par un portail. Au fond de cette cour sont aménagées les remises pour les carrosses. (source : "Cheminement piéton de la Ville de Nevers").

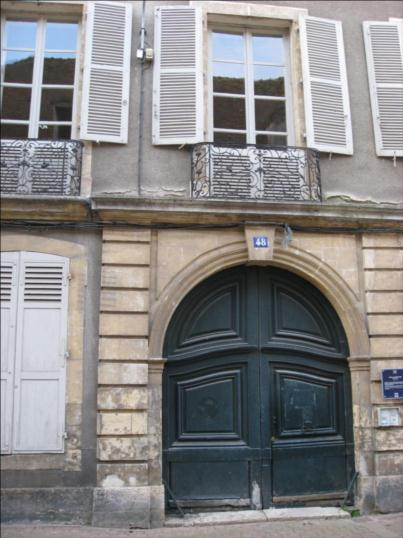

### Un immeuble duXIVesiècleet son échauguette
Patrimoine : « Immeuble du XIVe siècle et son échauguette », notice no PA00112976, sur la plateforme ouverte du patrimoine, base Mérimée, ministère français de la Culture.
Classement :  Classé MH (1932)
Adresse : angle rue de la Cathédrale et rue Albert Morlon
L'échauguette de cette grande maison servait soit à guetter les rues du carrefour, soit à asseoir symboliquement le pouvoir de son propriétaire.

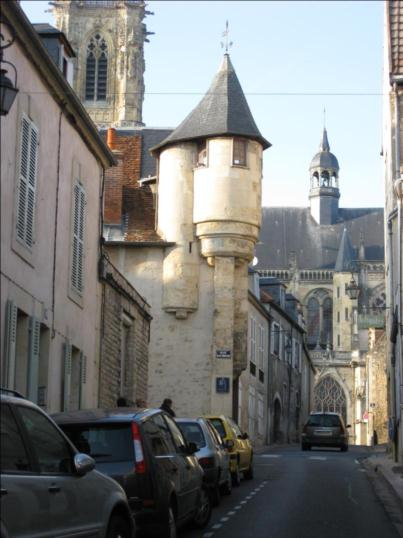
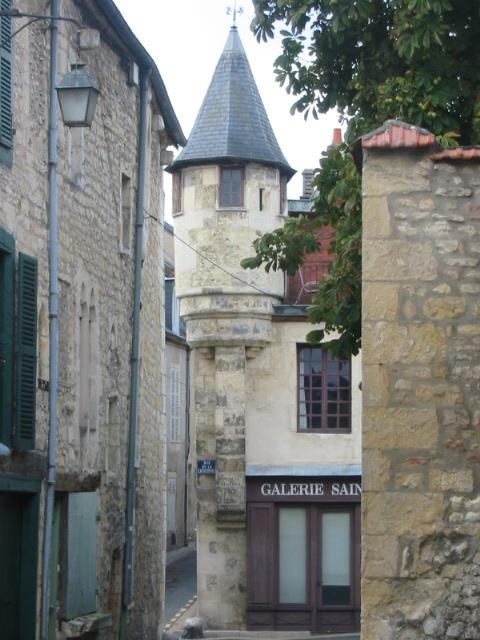
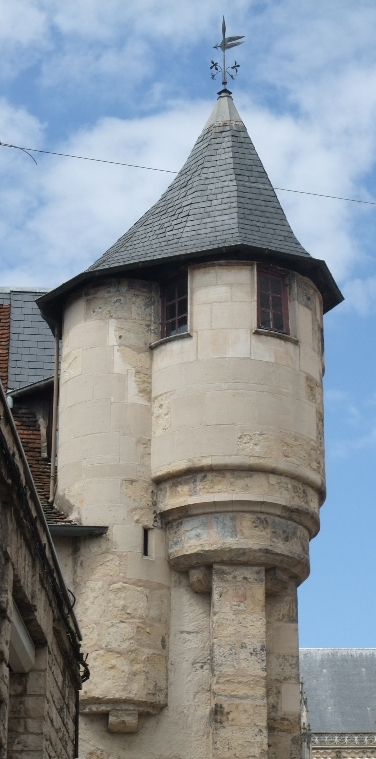

### Un immeuble duXIVesiècle
Patrimoine : « Immeuble du XIVe siècle », notice no PA00112952, sur la plateforme ouverte du patrimoine, base Mérimée, ministère français de la Culture.
Classement :  Inscrit MH (1946)
Adresse : 10 rue Creuse
Cet immeuble du XIVe siècle est remarquable par sa façade et surtout sa toiture.

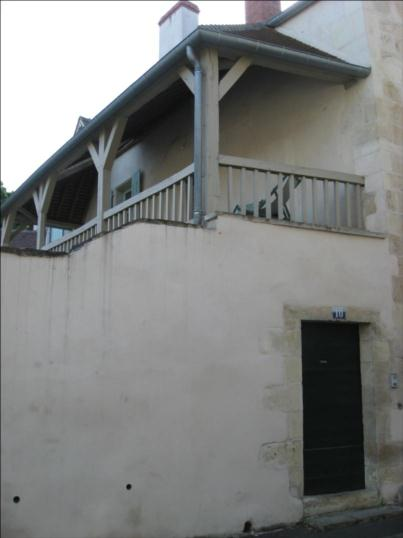
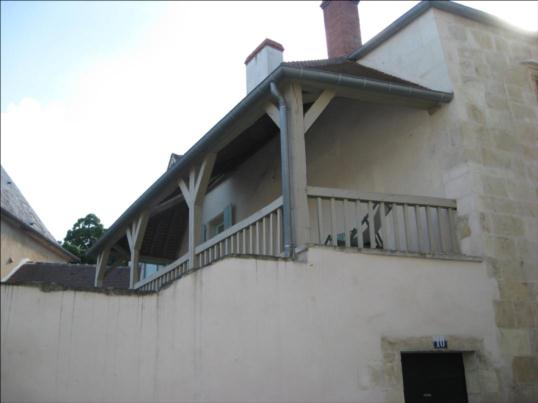

### La maison d'Adam Billaut
Adresse : rue Adam Billaut
C'est la maison où habita Adam Billaut (31 janvier 1602 - 1662), qui fut un des premiers poètes ouvriers. Menuisier et poète, il fut aussi chansonnier. Il était également appelé « Maître Adam ». Né le 31 janvier 1602 à Nevers ou à Saint-Benin-des-Bois, comme l'affirme L'abbé Charrault (Dans un petit livret daté de 1904 - mais il serait baptisé à Nevers quelques jours plus tard), il se maria avec Catherine Renard vers 1630. Il composa à cette période des vers pour le duc de Nevers. Partageant son temps entre Paris (où il connut Saint-Amant, Colletet, Scarron et l'abbé de Marolles) et Nevers où vivait sa femme, avec qui il s'entendait difficilement, un de ses textes fut imprimé pour la première fois en 1644 : « Les Chevilles », recueil qui connut un grand succès critique. Il fut le protégé de Marie de Gonzague et du Prince de Condé, et pensionné par Richelieu. Complimenté par Corneille comme par Voltaire, il fut appelé le « Virgile au rabot ». À sa mort en 1662, son ami Berthier publia deux œuvres : « Le Vilebrequin » et « Le Rabot ».

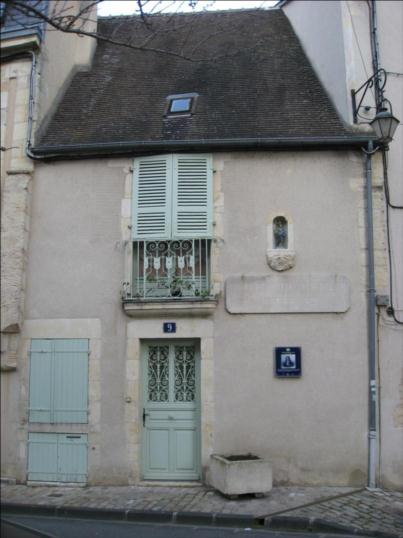

### L'hôtel de Choiseul
Adresse : 8 rue des Francs-Bourgeois

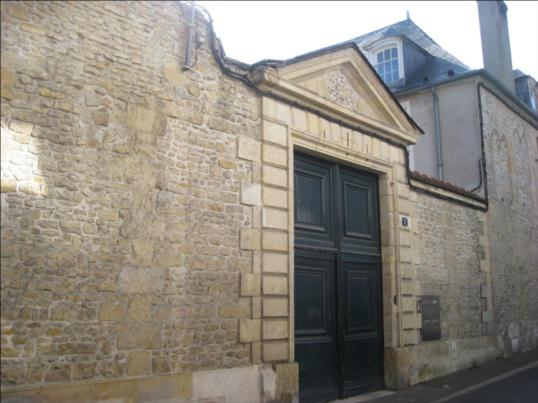
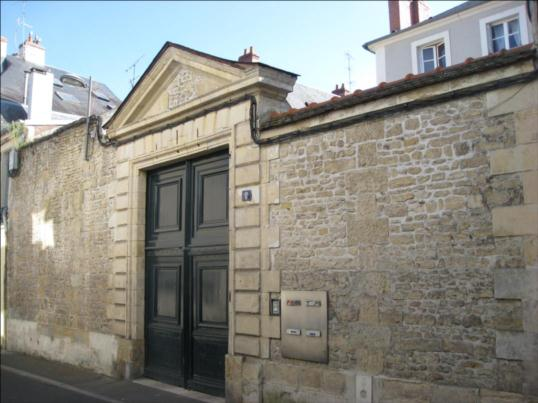

C'est un ancien hôtel du XVIIIe siècle.

### Une maison duXVIesiècle
Adresse : rue Mirangron
C'est une maison construite à l'angle de deux rues, dont le pignon sur la voie laisse apparaître la tourelle de l'escalier. Près de la porte d'entrée, la curieuse claustra néogothique est l'œuvre de l'artiste nivernais Cougny (1831-1900).

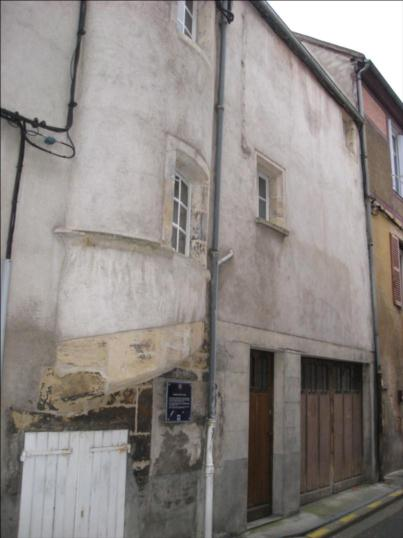
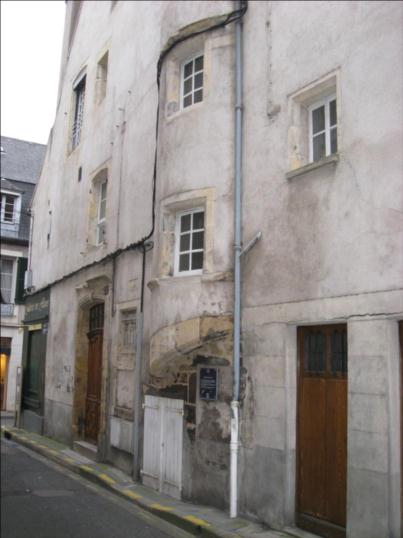
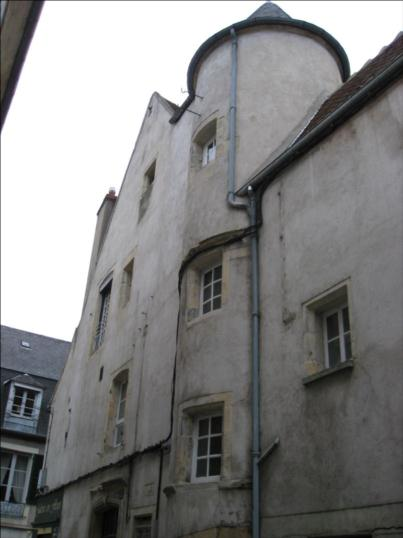

### Un immeuble duXVIesiècle
Patrimoine : « Immeuble du XVIe siècle », notice no PA00112954, sur la plateforme ouverte du patrimoine, base Mérimée, ministère français de la Culture.
Classement :  Inscrit MH (1946)
Adresse : 65 rue de Nièvre, à l'angle de la rue Maubert
C'est un ancien immeuble du 4e quart du XVIe siècle, à voir surtout pour sa façade sur cour.

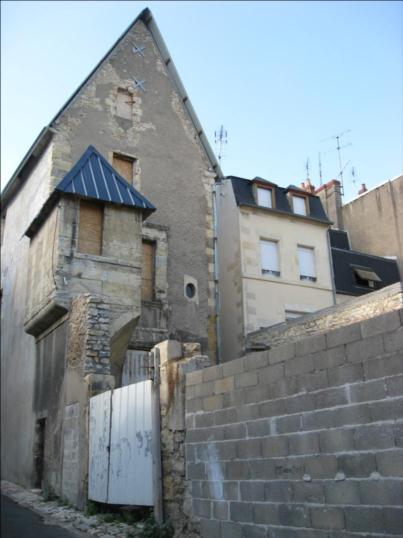

### Un immeuble duXVIIesiècle
Patrimoine : « Immeuble du XVIIe siècle », notice no PA00112953, sur la plateforme ouverte du patrimoine, base Mérimée, ministère français de la Culture.
Classement :  Inscrit MH (1946)
Adresse : 3 quai des Mariniers
Cet immeuble du XVIIe siècle est remarquable par son escalier, et sa rampe d'appui en fer forgé.

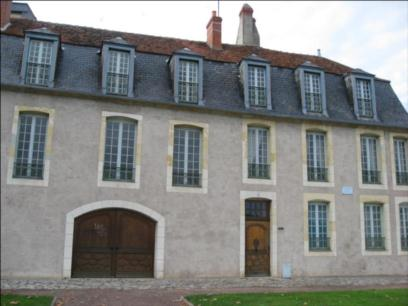
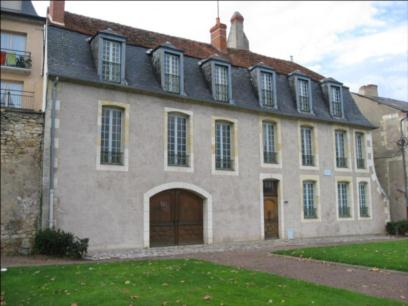

### Un immeuble duXVIIIesiècle
Patrimoine : « Immeuble du XVIIIe siècle », notice no PA00112950, sur la plateforme ouverte du patrimoine, base Mérimée, ministère français de la Culture.
Classement :  Inscrit MH (1946)
Adresse : 11 rue des Belles-Lunettes
Cet immeuble du XVIIIe siècle contient une balustrade en fer forgé de la terrasse.

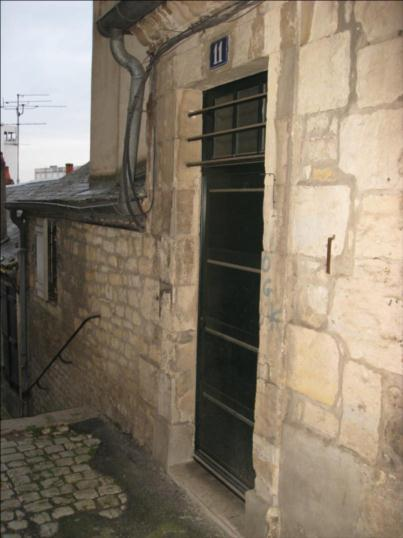

### Une maison (rue Saint-Étienne)
Patrimoine : « Maison », notice no PA00112961, sur la plateforme ouverte du patrimoine, base Mérimée, ministère français de la Culture.
Classement :  Inscrit MH (1946)
Adresse : 17 rue Saint-Etienne
Cette maison est inscrite au Patrimoine Français.

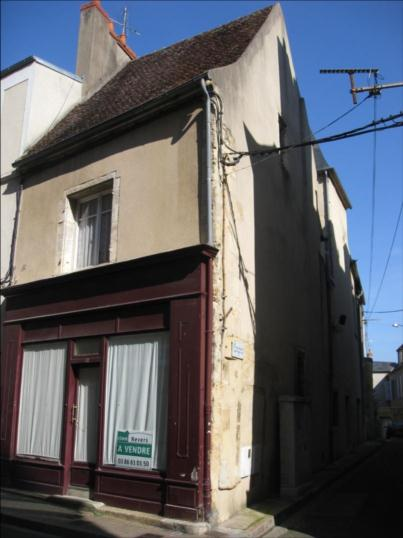
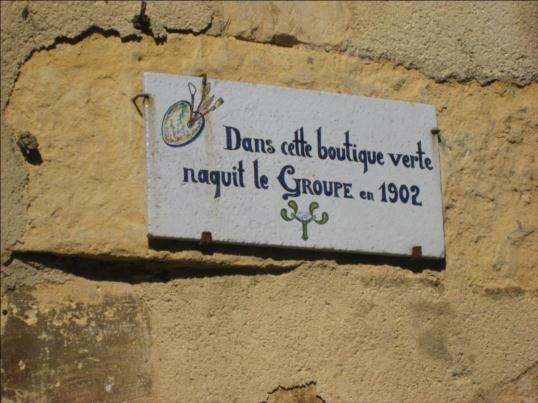

### Une maison duXVIesiècle
Patrimoine : « Maison du XVe siècle », notice no PA00112959, sur la plateforme ouverte du patrimoine, base Mérimée, ministère français de la Culture.
Classement :  Inscrit MH (1946)
Adresse : 40 rue de l'Oratoire
Cette maison du XVIe siècle est remarquable pour ses façades sur cour ainsi que la tourelle d'escalier sur cour.

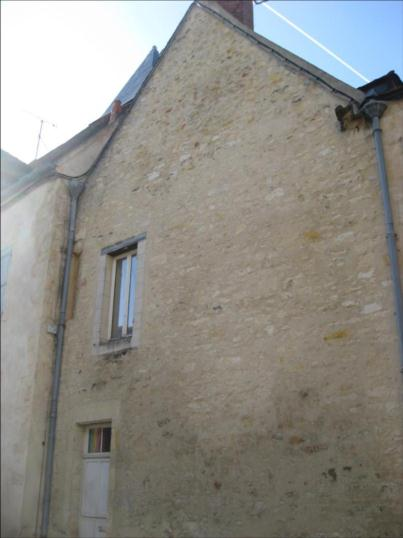
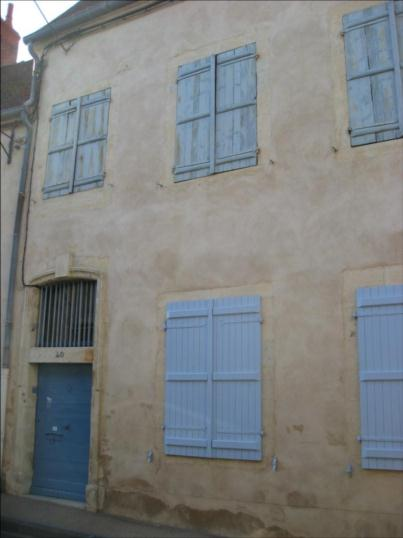
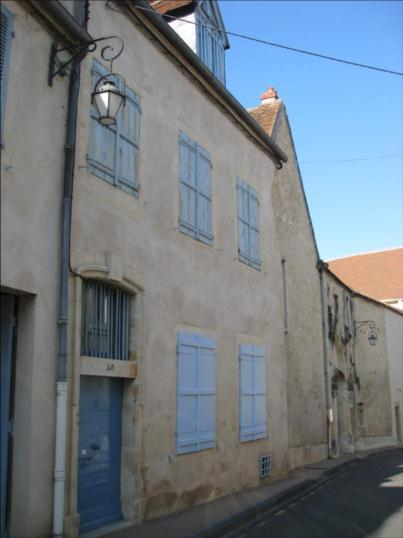
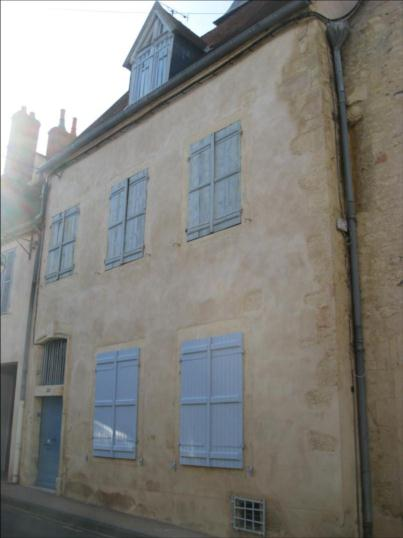

### Une maison
Patrimoine : « Maison », notice no PA00112957, sur la plateforme ouverte du patrimoine, base Mérimée, ministère français de la Culture.
Classement :  Inscrit MH (1946)
Adresse : angle du 19 rue de la Cathédrale et du 4 rue de l'Évêché
Cette maison est inscrite au Patrimoine Français.

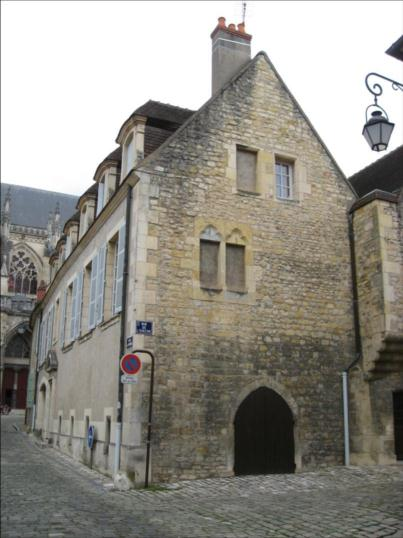
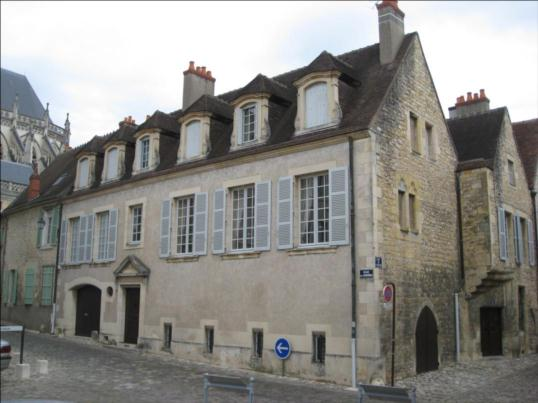

### L'hôtel Bourgeois
Patrimoine : « Hôtel Bourgeois », notice no PA00112956, sur la plateforme ouverte du patrimoine, base Mérimée, ministère français de la Culture.
Classement :  Inscrit MH (1946)
Adresse : 13 rue des Belles-Lunettes
Le raffinement du siècle de Louis XV se retrouve dans les façades de cet ancien hôtel.
Le raffinement du siècle de Louis XV se retrouve dans les façades des hôtels de la bourgeoisie aisée où il s'exprime par des baies au chambranle bien marqué, orné d'une clé sculptée, dont le léger arrondi permet une plus grande clarté à l'intérieur des pièces. La mode des portes-fenêtres avec garde-corps en belle serrurerie souligne le souci d'une ornementation délicate et soignée. (source : "Cheminement piéton de la Ville de Nevers").

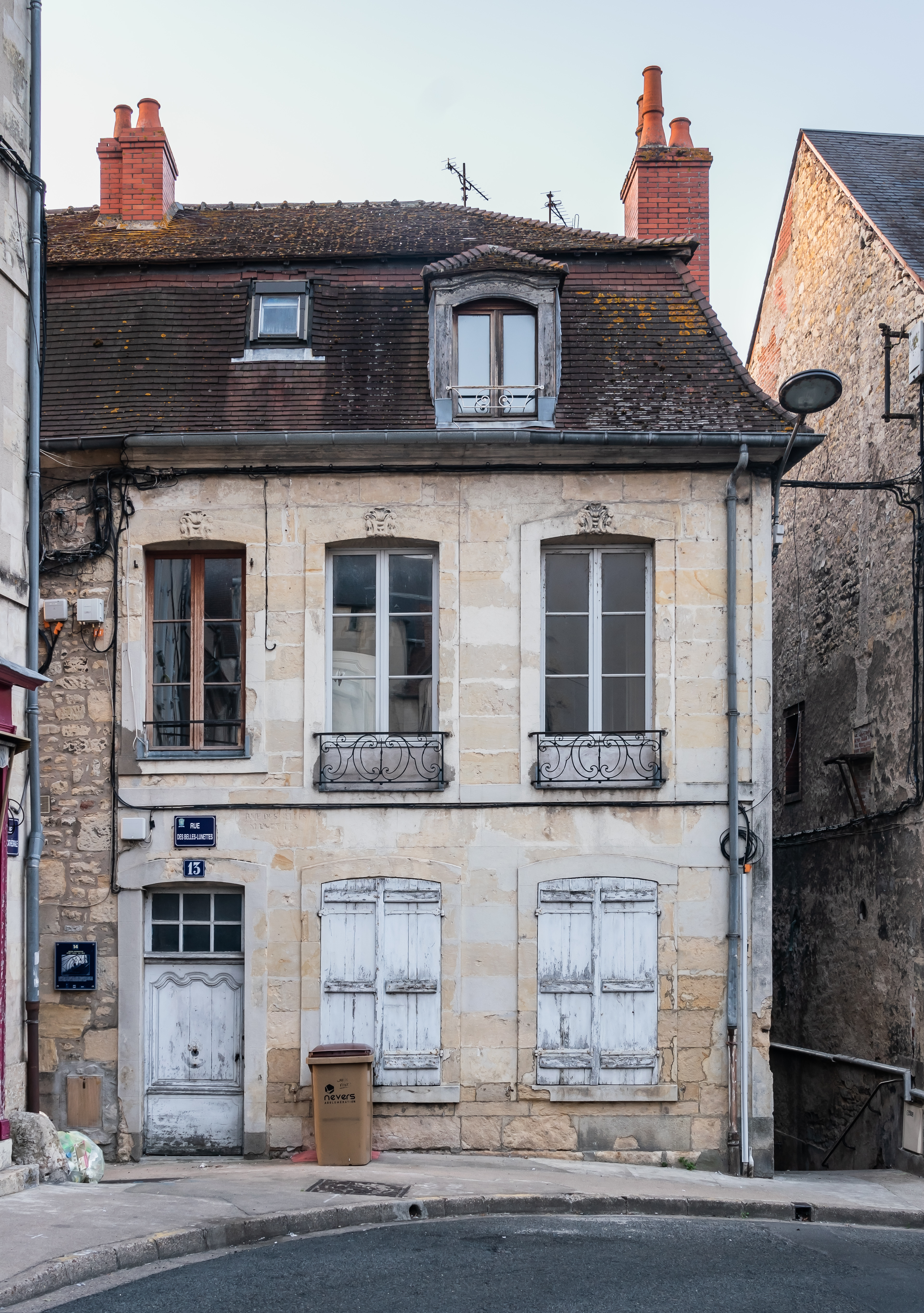

### L'hôtel de la Chasseigne
Adresse : 5 rue Fontmorigny
Cet hôtel du XVIe siècle contient un jardin d'agrément qui s'épanouit dans la cour, à l'abri de l'ancienne tourelle d'angle.
À partir du milieu du XVe siècle les membres de la famille La Chasseigne, d'origines modestes des environs de Saint-Parize-le-Châtel, arrivèrent en moins d'un siècle à occuper l'une des plus hautes positions dans l'aristocratie du duché du Nivernais. Un La Chasseigne fut seigneur de Rosemont, président de la Chambre des Comptes et grand-maître des Eaux et Forêts. Il commandait une compagnie de 50 arquebusiers à cheval. (source : "Cheminement piéton de la Ville de Nevers").

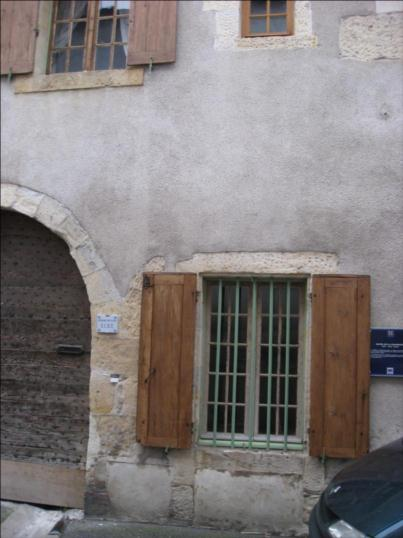
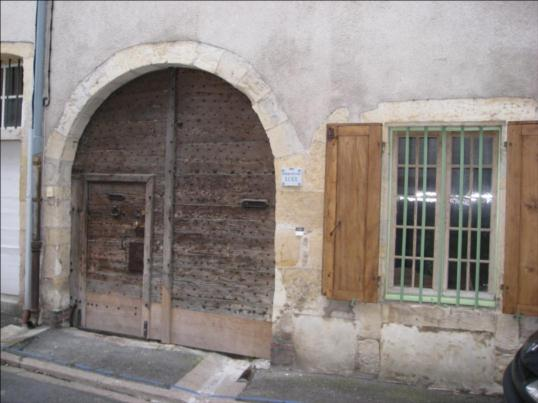
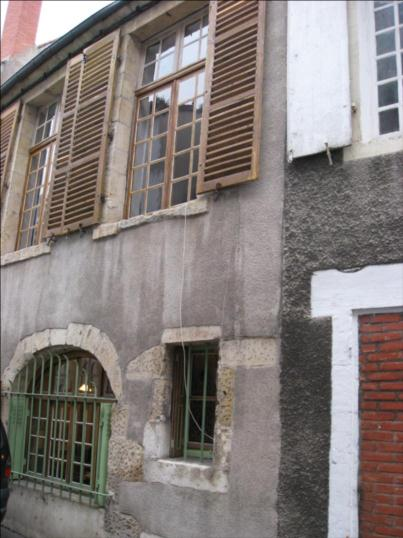

### Une maison duXVesiècle
Adresse : 4 rue Saint-Trohé
C'est une belle maison à colombages, avec deux étages en encorbellement.

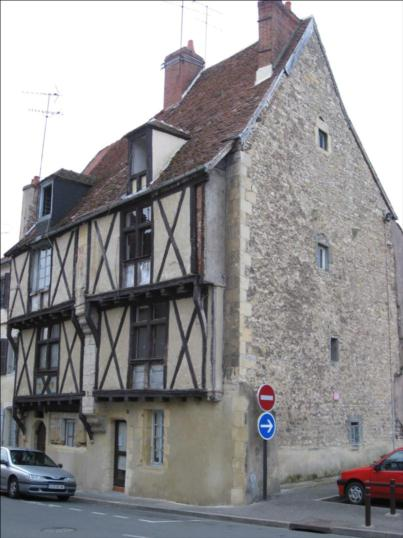

### Un portail

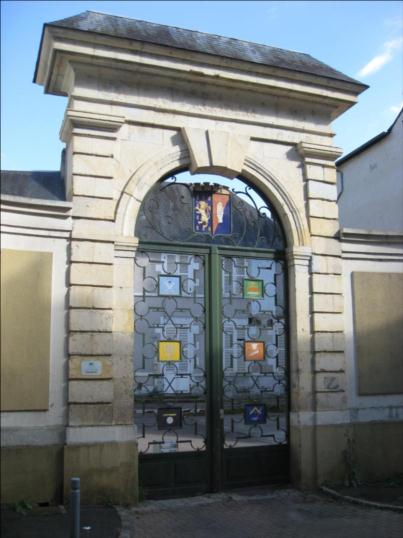

Adresse : rue des Francs-Bourgeois
C'est une maison conservant un superbe portail ancien.

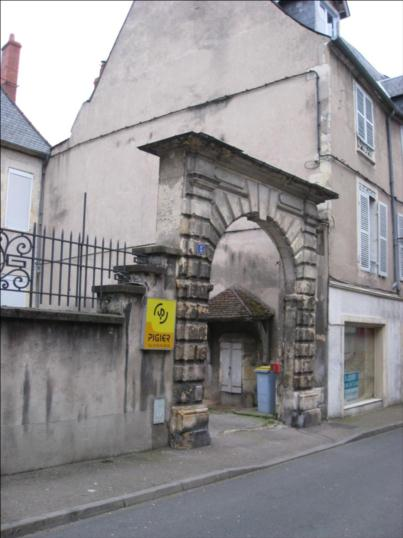
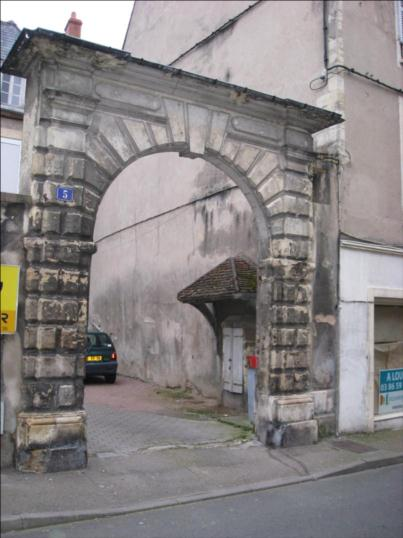

### Les maisons du quai de Mantoue
Adresse : quai de Mantoue
Ce sont les premières maisons que l'on découvre en entrant à Nevers par le sud de la ville. Elles longent la Loire.

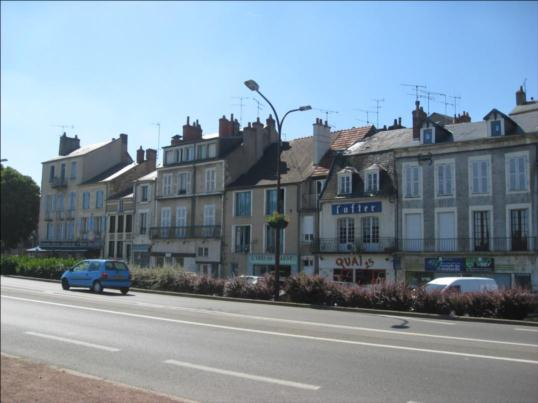
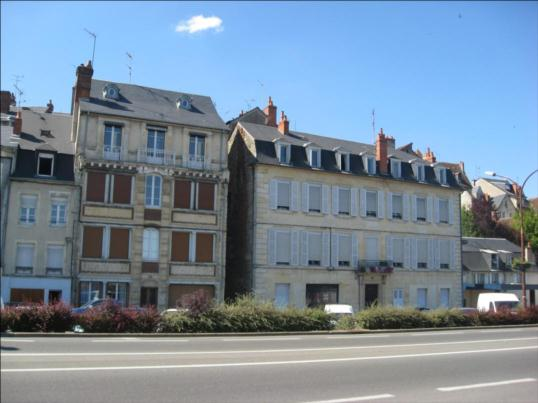
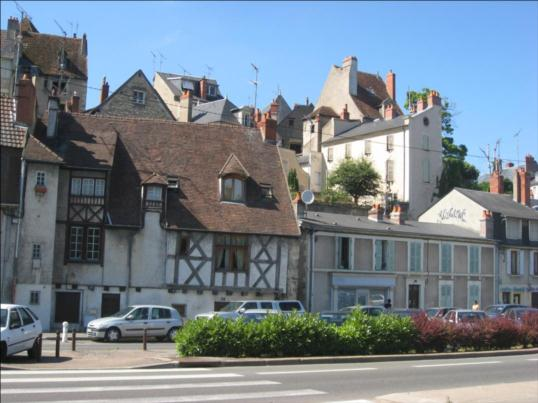
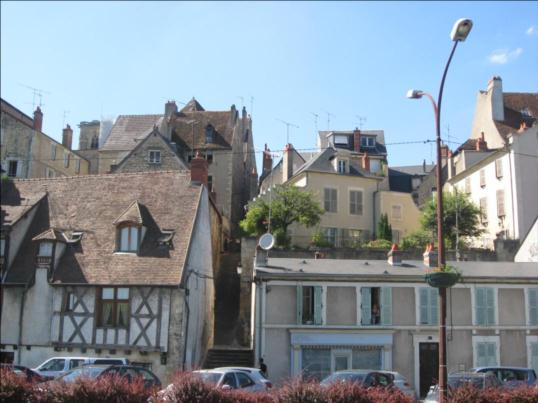
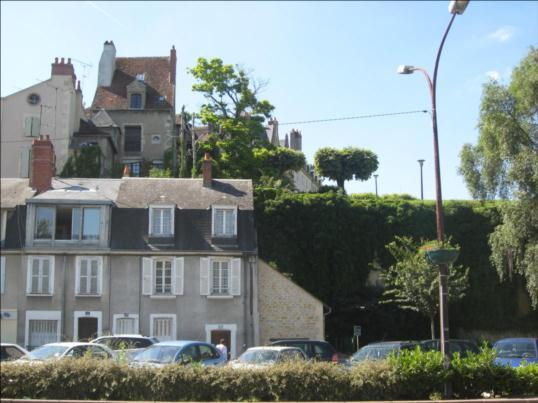
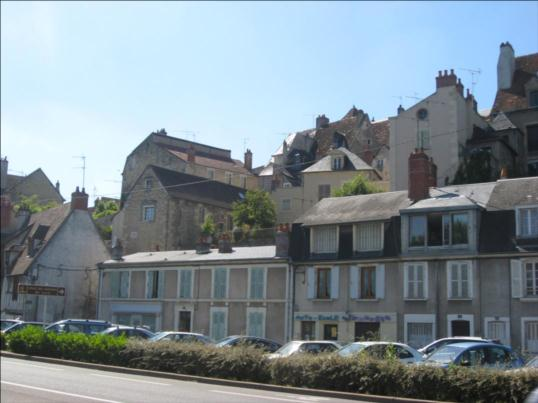
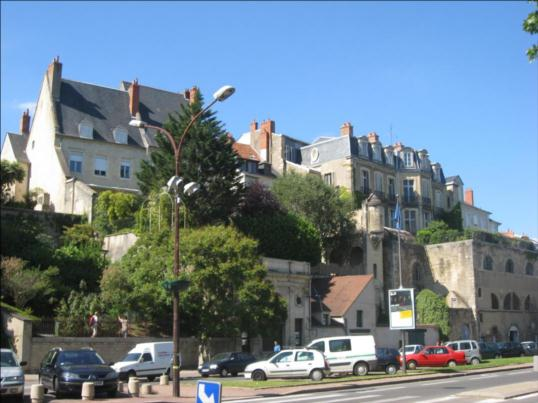
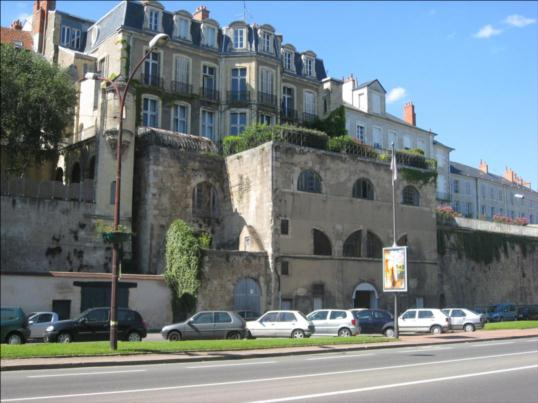
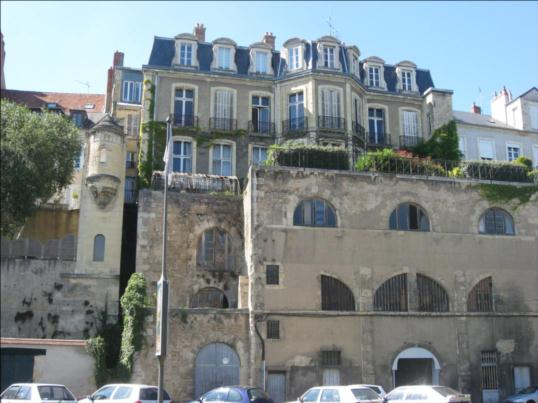

### Une échauguette
Adresse : angle de la rue de l'Évêché et de la rue de la Basilique
C'est une maison conservant une jolie tourelle d'angle.

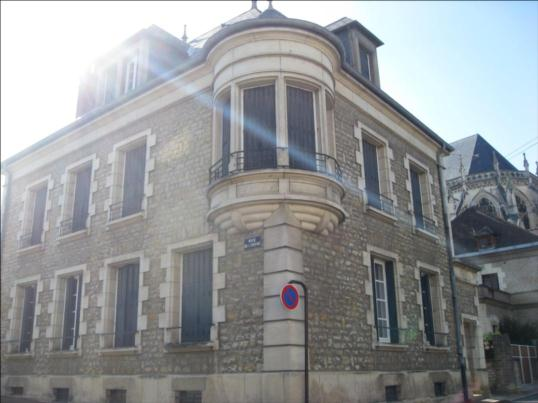

### Un hôtel duXVIesiècle
Adresse : 25, rue Adam-Billaut
Cet ancien hôtel du XVIe siècle conserve en façade des fenêtres Renaissance transformées au XVIIIe siècle en porte-fenêtre avec balconnet renflé en fer forgé.

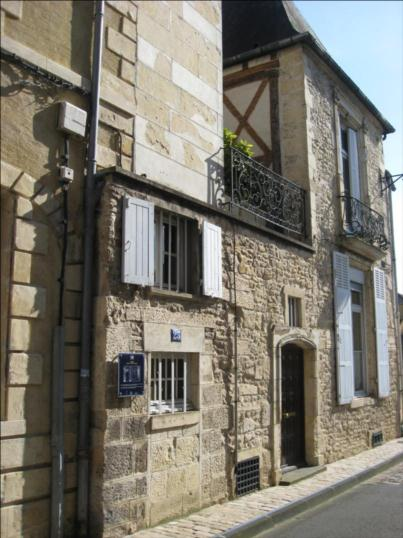

### Un hôtel duXVIIesiècle(rue Billaut)
Adresse : 23 rue Adam Billaut
Cet ancien hôtel du XVIIe siècle conserve une façade à bossages du type de ceux qui décoraient toutes les maisons de la place de la République.

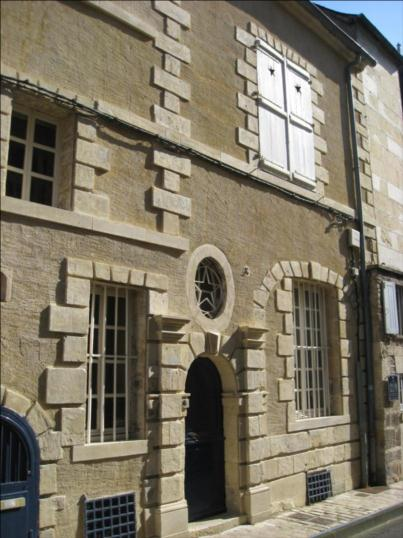

### Un hôtel duXVIIesiècle(rue de Nièvre)
Adresse : 47 rue de Nièvre
C'est un ancien hôtel particulier, représentatif des hôtels construits « entre cour et jardin » en limite de la ville au XVIIe siècle. Derrière le grand portail, s'ouvre une cour d'honneur pavée amenant au logis principal. De chaque côté se développent les communs. Le grand jardin à la française s'étend derrière le logis principal. Ce jardin a disparu avec le passage de la déviation de la RN 7 dans les années 1960.

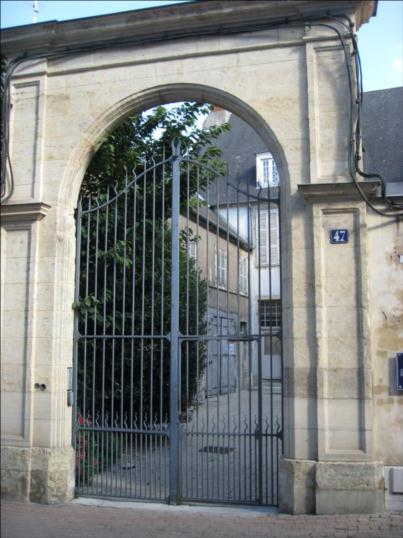
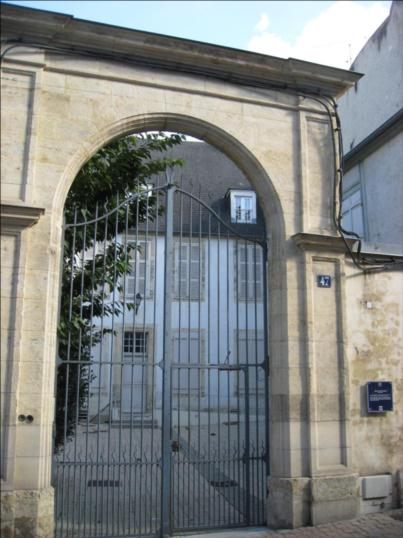

### Un portail
Adresse : rue Ferdinand Gambon
Un superbe portail bien conservé.

### L'hôtel Saint-Phalle
Adresse : 43 bis rue Saint-Martin
Construit en 1785, cet ancien hôtel particulier s'est étroitement inscrit entre les anciens remparts et le Couvent de la Visitation.
L'architecture de ce bâtiment construit à la fin du XVIIIe siècle s'inscrit dans l'esprit néoclassique qui domine alors. Ses lignes sont sobres et rigoureuses, la composition parfaitement symétrique. Le rez-de-chaussée est rythmé de baies en plein cintre tandis que l'étage présente des baies rectangulaires très simples dont l'appui est souligné par le bandeau de séparation des niveaux. La toiture, dont la pente est peu prononcée, se fait discrète. L'unique lucarne témoigne d'une utilisation réduite des combles. Le contraste est saisissant avec l'immeuble voisin au N°3 place Carnot dont la façade présente un style Louix XV quelque peu antérieur. (source : "Cheminement piéton de la Ville de Nevers").

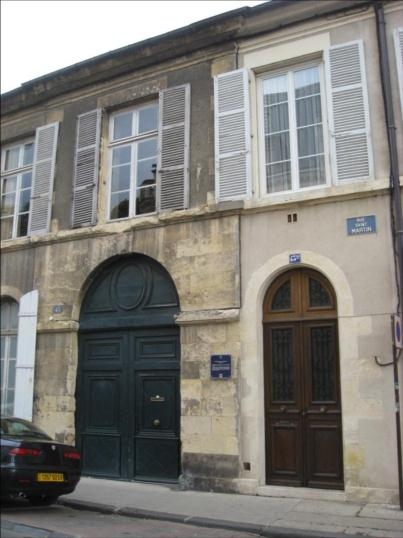

### L'hôtel de Vertpré
Adresse : 21 rue Saint-Martin
Denis Durosier de Magneux (1776-1853), baron de Vertpré, ajoute à l'ancien hôtel Gascoing de Demeurs (XVIIIe siècle) la façade actuelle érigée par l'architecte nivernais Villars en 1846 (XIXème).

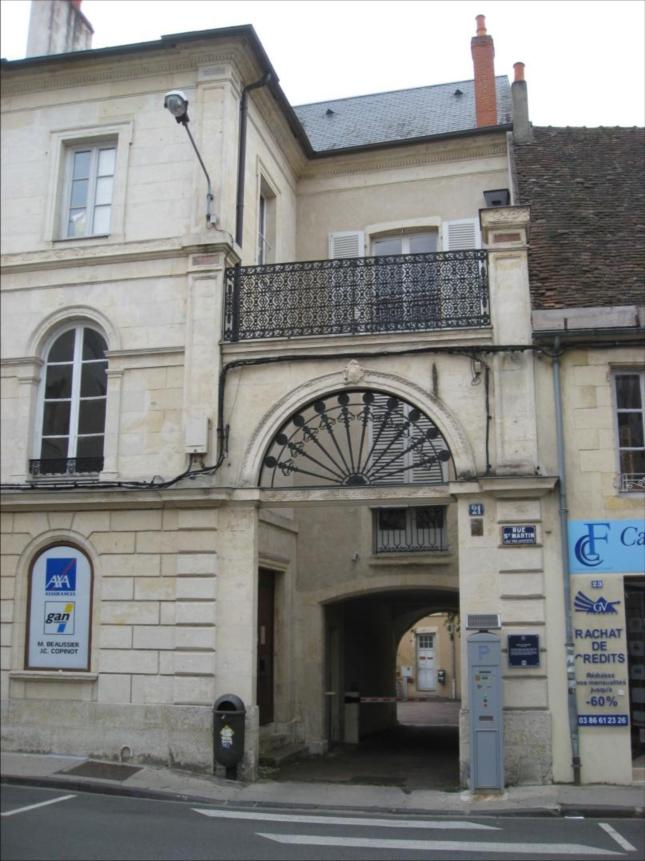

L'hôtel Gascoing de Demeurs présentait à l'origine une façade sur la place de la grande rue Saint-Martin. Après la destruction et le nivellement de l'église de l'abbaye Saint-Martin, la rue fut modifiée : d'un côté elle empiéta légèrement sur le terrain de l'abbaye et de l'autre elle se dégagea du renfoncement allongé qui formait l'ancienne place. Cela permit au baron de Vertpré, nouveau propriétaire de l'hôtel, d'ajouter la façade actuelle réalisée en 1846 par l'architecte nivernais Villars. Cette reprise se remarque particulièrement sous le portail d'entrée.

### La maison Fouché
Adresse : 12 rue Saint-Martin
Fouché aurait résidé dans cette maison lors de son passage dans la Nièvre comme représentant en mission de la Convention, du 29 juillet au 2 novembre 1793. Siège du comité de surveillance pendant la Révolution, un écriteau y rappelait à l'entrée de la salle des séances : « Ici on se tutoie, sinon point d'audience ».
La mission officielle de Fouché dans la Nièvre en 1793 était la levée de volontaires pour les armées révolutionnaires (mission renforcée par la loi du 23 août 1793). Cependant, plusieurs décisions prises pendant son séjour devaient transformer l'apparence de la ville : descente de toutes les cloches dans églises sauf une par paroisse (5 août) puis destruction de tous les signes extérieurs de la religion catholique (23 septembre) et enfin destruction de tous les clochers des églises "supprimées" c'est-à-dire désaffectées au culte (9 octobre). (source : "Cheminement piéton de la Ville de Nevers").

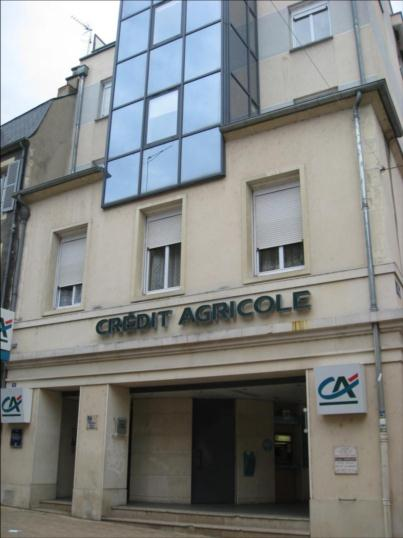

### L'hôtel de Saulieu-Saincaize
Adresse : 9 rue Saint-Martin
En entrant dans le magasin actuel de cet emplacement, on trouve encore l'escalier double avec rampe en fer forgé du bâtiment principal, dont les origines remontent au XVIIIe siècle. Le portail d'entrée est également remarquable et garde son fronton courbe orné du nom de l'épicier « Fayot-Vernet ». Utilisé comme maison de commerce au cours du XIXe siècle, la cour d'honneur pavée est alors couverte d'une verrière à structure métallique, symbole glorieux d'une architecture s'imprégnant des progrès techniques d'une industrie en plein essor.
Cet hôtel particulier entre cour et jardin a été bâti en 1736 pour la famille de Saulieu-Saincaize appartenant à la noblesse du Nivernais. Malgré les aménagements successifs qui ont considérablement transformé le bâtiment, il est toujours possible de remarquer la forme en "U" caractéristique de ce type d'hôtel particulier (un corps de logis principal et deux ailes en retour vers la rue), le portail monumental ouvert dans le mur de clôture donnant accès à une cour pavée et l'escalier double avec une rampe en fer forgé permettant l'accès au bâtiment construit en pierre de taille et donc la façade s'ornait de pilastres. (source : "Cheminement piéton de la Ville de Nevers").

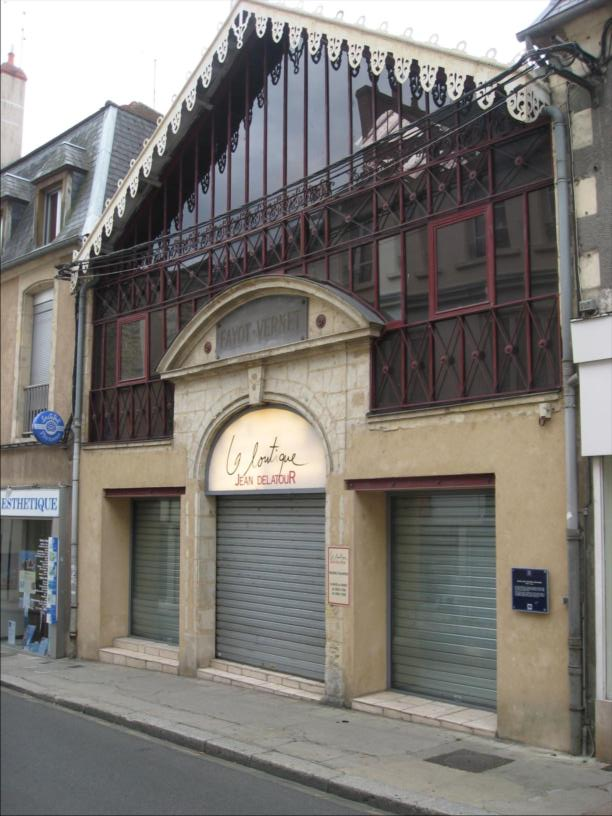

### La maison du prieur de Saint-Martin
Adresse : 5 rue Saint-Martin
C'est l'ancien logis du prieur de l'abbaye de Saint-Martin, datant du XVe siècle. Ce logis du XVe siècle fut utilisé jusqu'en 1745 par le chanoine de l'Abbaye Saint-Martin qui occupait les fonctions de curé de la paroisse Saint-Blaise. Aujourd'hui l'édifice est utilisé comme magasin commercial. Séparée de l'abbaye Saint-Martin mais très proche de celle-ci néanmoins, cette maison était occupée par le chanoine de Saint-Martin qui avait en charge la paroisse de Saint-Blaize installée dans l'église abbatiale. Ainsi que le souligne un document écrit en 1620, cette "maison de la cure" était nécessaire "à cause des obligations" liées à la charge de curé (comme sont les baptêmes, visites des malades et administration des autres sacrements, tels que l'eucharistie, extrême-onction, etc)". (source : "Cheminement piéton de la Ville de Nevers"). Percée de fenêtres gothiques à meneaux en croix et ornée de frises finement sculptées datée du XVe siècle. Au rez-de-chaussée deux corbeaux représentent des personnages en costume d'époque. Dans la tourelle de l'escalier de jolies sculptures.
La totalité de la maison est inscrite aux monuments historiques depuis le 28 septembre 1926.

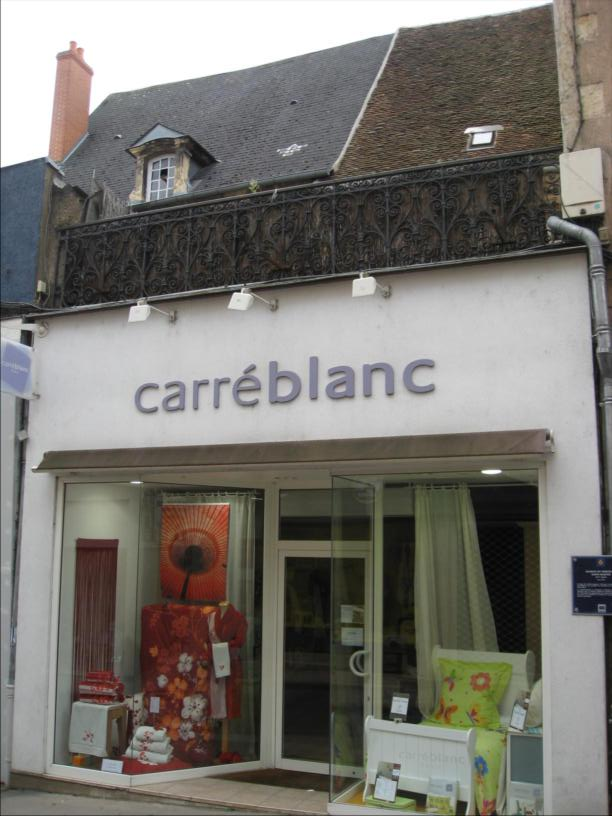

### L'hôtel Flamen d'Assigny
Adresse : 1 rue Saint-Martin
C'est un hôtel construit au XVIIIe siècle pour la famille Flamen d'Assigny, riche famille d'avocats d'origine nivernaise. Cette maison s'inscrit dans le raffinement qui caractérise le règne de Louis XV. Le bâtiment respecte pleinement les règles de la symétrie.
Cette demeure urbaine exposée comme un monument public sur une rue principale est un bon exemple de l'architecture nobiliaire du milieu du XVIIIe siècle à Nevers : symétrie de l'ordonnancement, égalité de hauteur entre le rez-de-chaussée et l'étage, baies cintrées à chambranle légèrement saillant, portes-fenêtres ouvrant sur un balconnet à l'étage, utilisation du fer forgé pour les garde-corps présentant une délicate ornementation de style rocaille. (source : "Cheminement piéton de la Ville de Nevers").

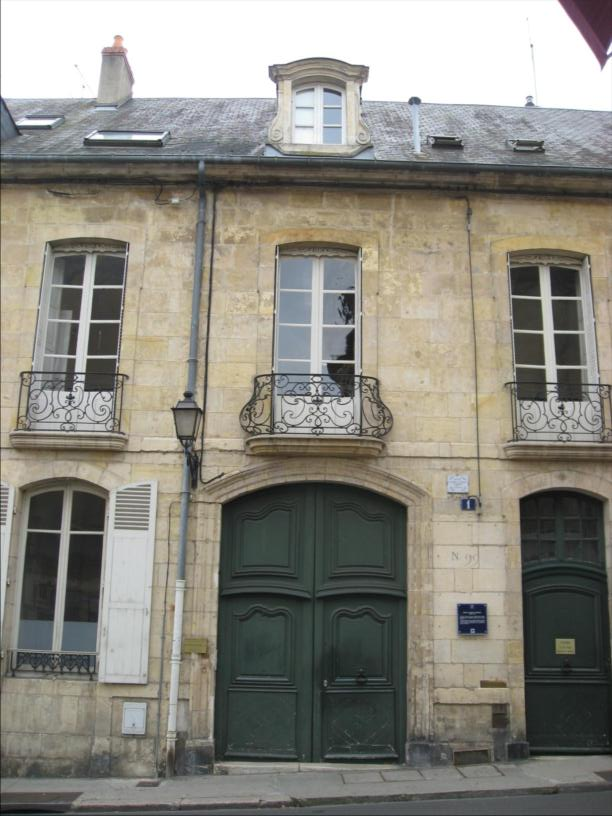
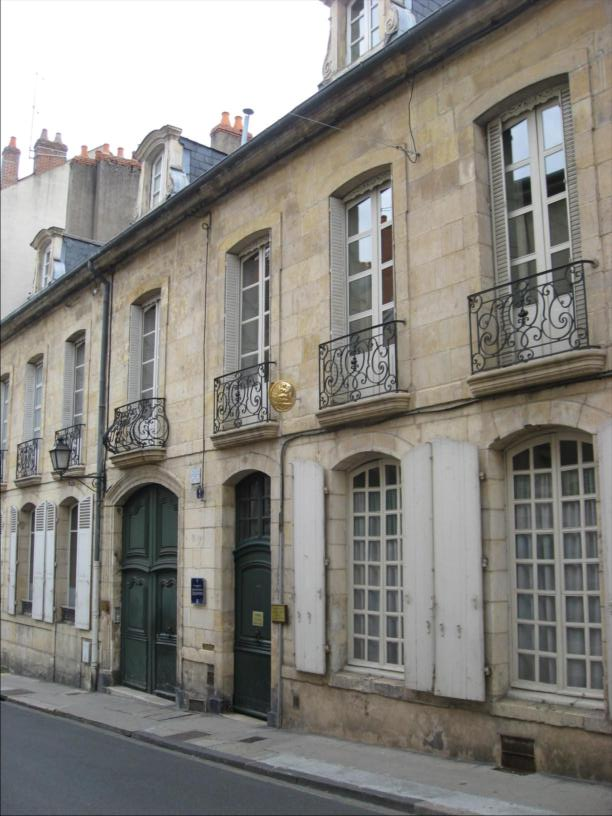

### Un ancien relais de poste
Adresse : 1 place Saint-Sébastien
Combinaison de deux maisons plusieurs fois transformées, ce bâtiment du XVe siècle mélange pans de bois et maçonnerie. Au XIXe siècle, cette maison aurait servi de relais de poste lorsque plusieurs départs de voitures à cheval pour Paris, Lyon, Clermont et Marseille s'effectuaient sur la place Saint-Sébastien.
Ce bâtiment s'inscrit dans une parcelle étroite et assez profonde dont le petit côté se présente sur la rue François Mitterrand et le grand côté sur la place Saint-Sébastien. L'organisation générale de cette maison était, à l'origine, inverse de celle qui existe aujourd'hui. En effet, la façade principale, constituée par le mur pignon, se trouvait sur le petit côté, rue de la Revenderie (rue François Mitterrand). Le grand côté s'élevait sur la rue de la Fromagerie, voie secondaire de peu de largeur qui longeait la chapelle Saint-Sébastien. La création de la place actuelle en 1759 a inversé les valeurs antérieures et incité à une réorganisation du bâtiment ainsi qu'il se présente aujourd'hui. (source : "Cheminement piéton de la Ville de Nevers").

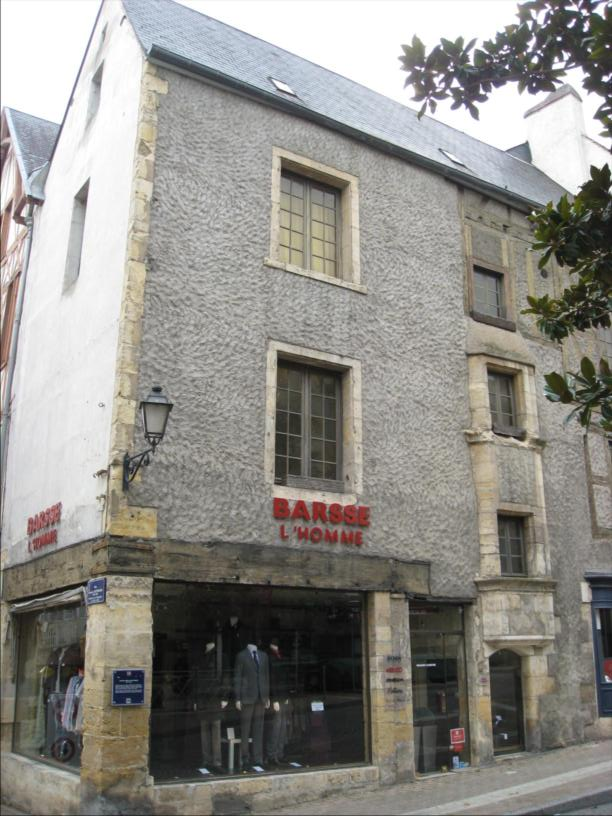
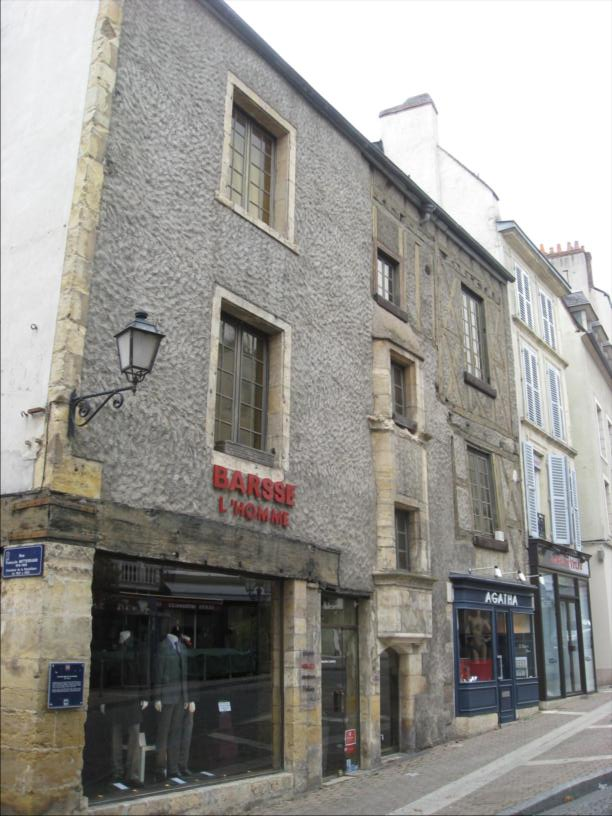

### L'ancienmoulindu Chapitre
Adresse : 10 rue du Moulin d'écorce
Cette maison d'habitation était un moulin.

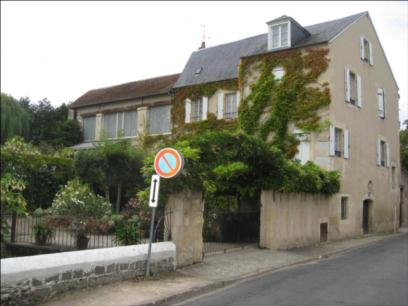
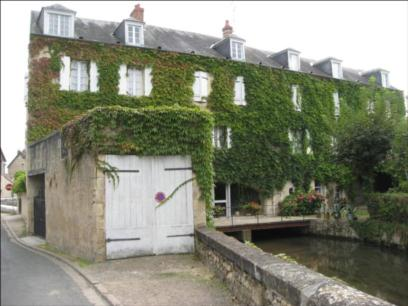
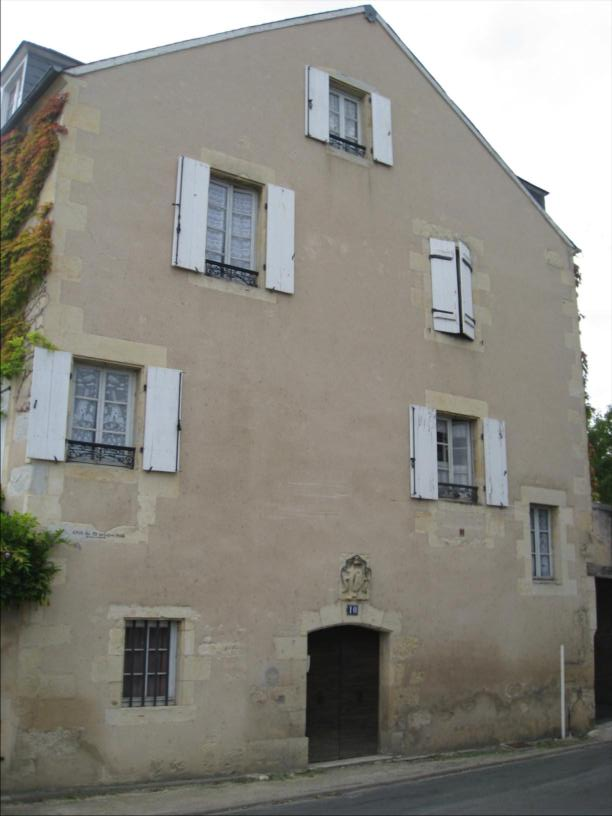
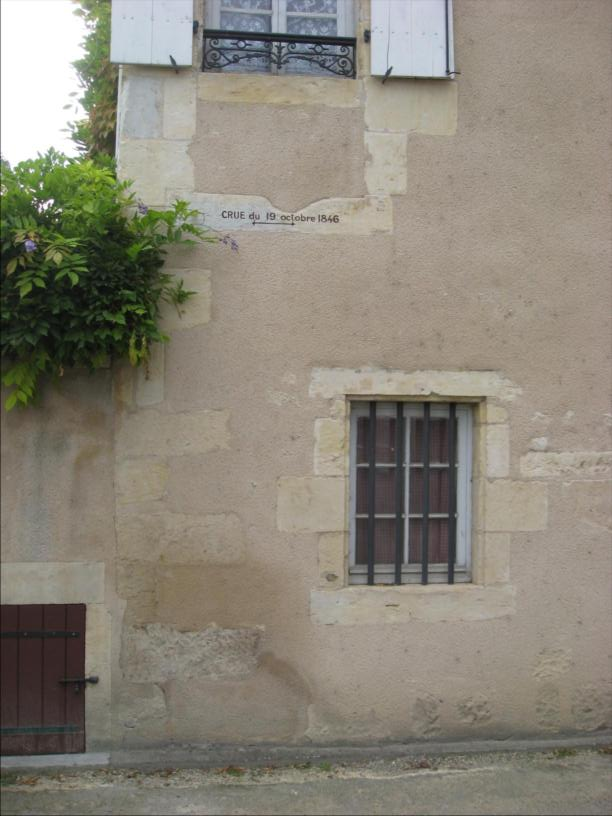
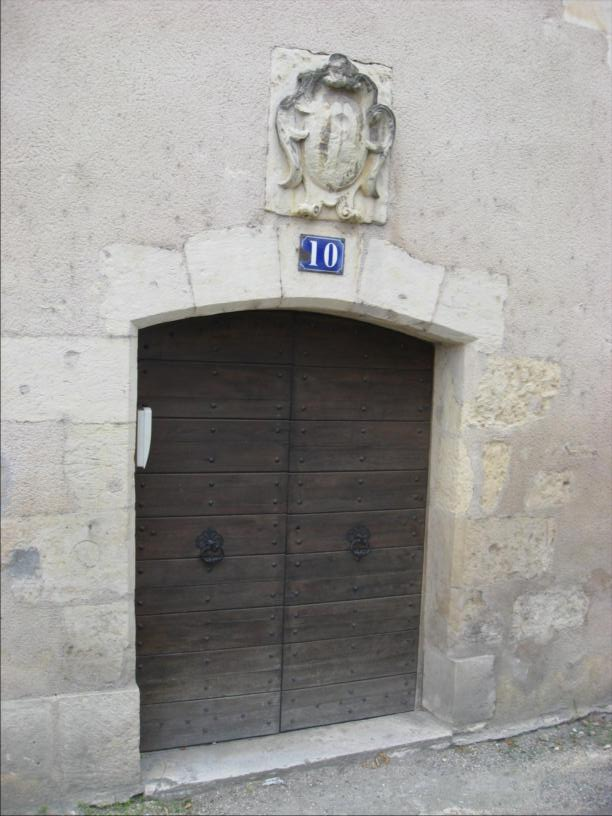

### L'hôtel de Prysie
Adresse : 5 rue du Sort
C'est ancien hôtel particulier du XVIIIe siècle, dit « hôtel de Prysie », a connu un remaniement de sa façade au XIXe siècle, mais a su garder ses dépendances et son magnifique jardin, abritant aujourd'hui des arbres remarquables : marronnier, noisetier du japon…

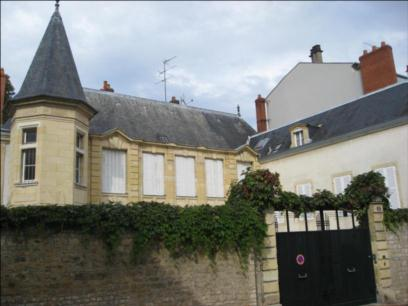
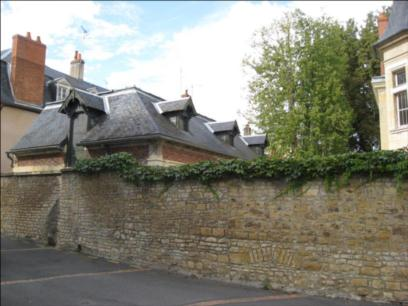

### Un immeuble duXVIIIesiècle
Adresse : 1 rue Marguerite Duras
Ce bâtiment du XVIIIe siècle abrite aujourd'hui les services municipaux de l'informatique et de l'urbanisme.

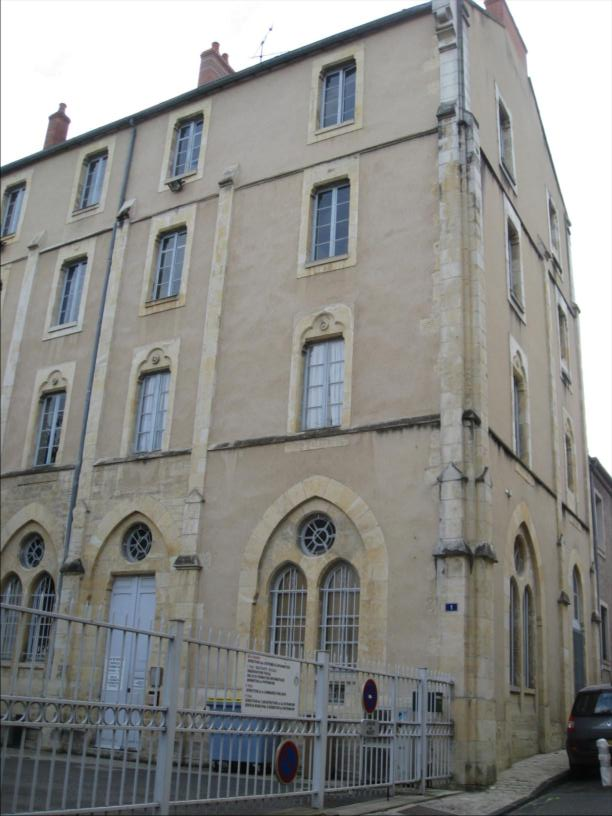
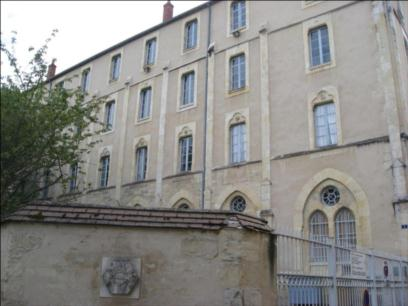
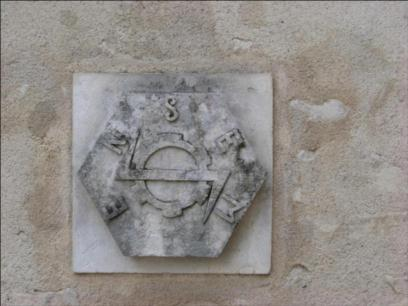

### L'hôtel de la Verrerie
Adresse : rue du 14 juillet
Louis de Gonzague attire des maîtres verriers italiens, qui s'installent à Nevers à la fin du XVIe siècle, laissant des souvenirs de leur passage dans cette vaste demeure.

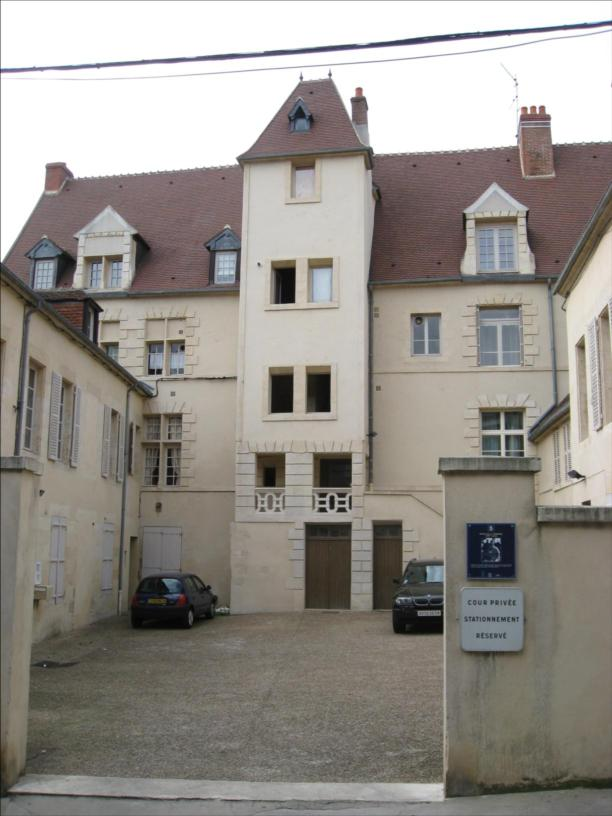
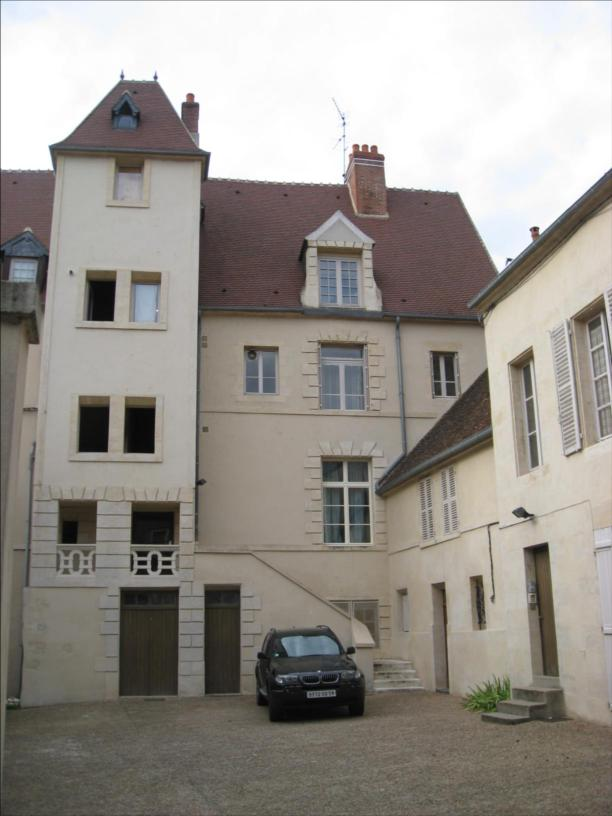

### La maison du prieur de Saint-Etienne
Adresse : rue Saint-Étienne, place de la Charte
C'est l'ancienne maison du prieur de Saint-Étienne.

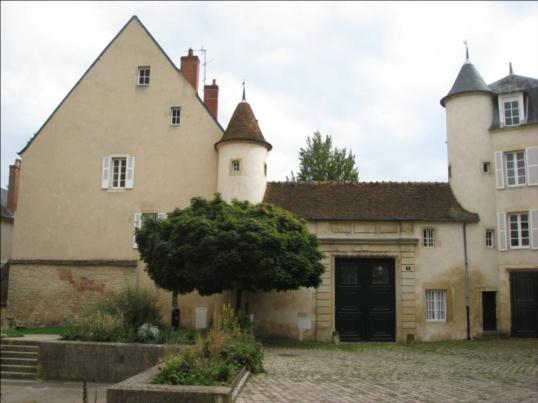
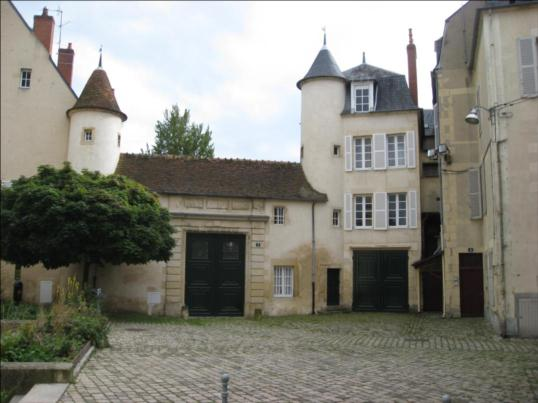
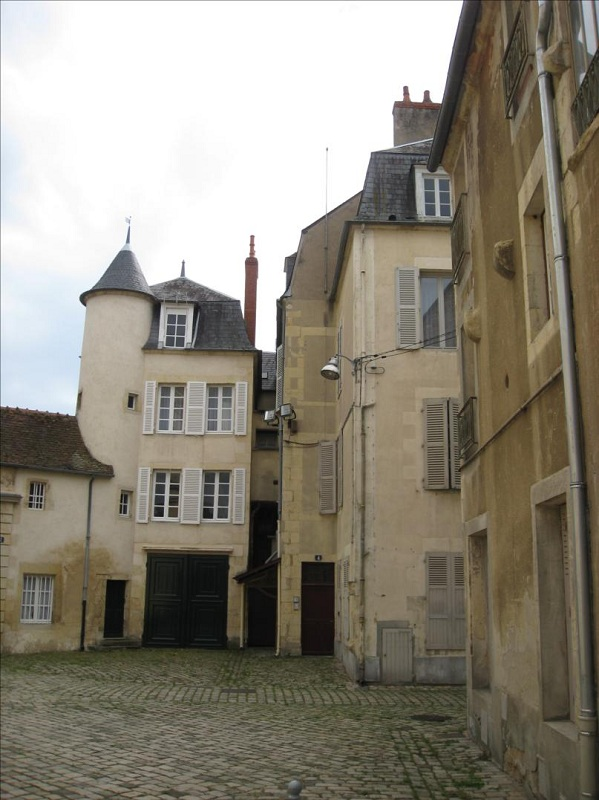

### La maison Parmentier
Adresse : 24 rue Saint-Trohé
Dans cette maison vécut Charles-Antoine Parmentier (1719-1790), dernier Procureur Général de la Chambre des Comptes du Nivernais. On remarque le cadran solaire, qui a été ajouté par la suite.

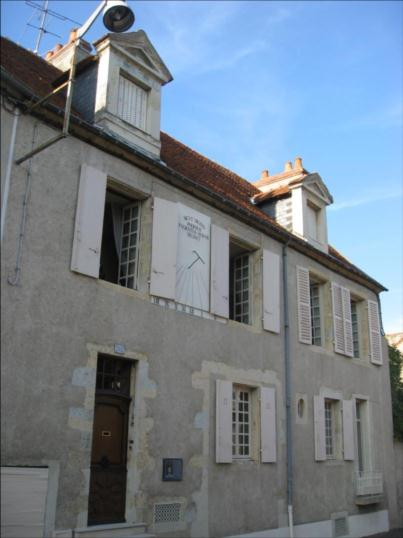
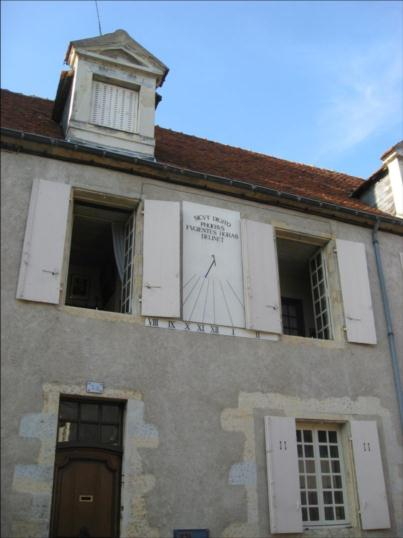

### L'hôtel du Grand Monarque
Adresse : rue du Guichet
Cet hôtel du XVIIe siècle aurait reçu le général Bonaparte le 15 octobre 1799 alors qu'il revenait d'Égypte. Aucune preuve cependant de ce passage.
Pour des questions de sécurité, sa démolition est programmée en 2018 et laissera place à un parking pour les habitants et visiteurs de la ville.

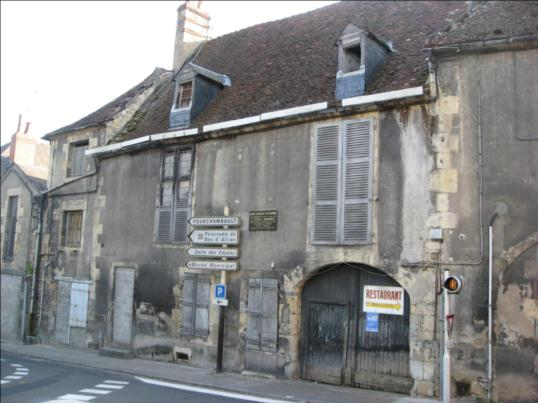
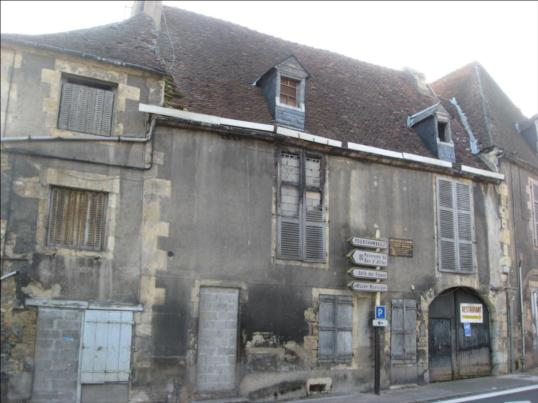

### L'hôtel de Bar
Adresse : 14 rue de la Revenderie
Cette ancien hôtel contiendrait dans sa cour des fenêtres bouchées avec cordons feuillagés sur culs-de-lampe sculptés datant du XVe siècle.

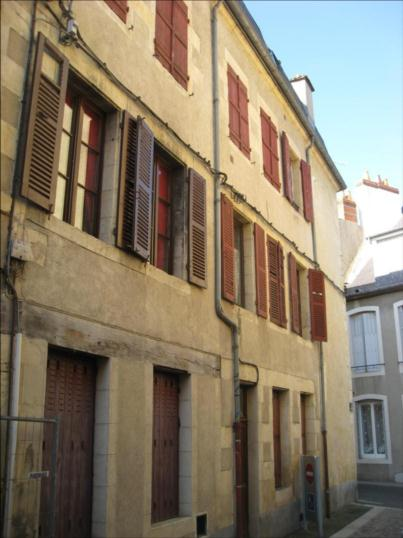

### Le logis de l'abbesse Notre-Dame
Adresse : rue Saint-Genest
Cette grand maison fut le logis de l'Abbesse Notre-Dame, située face à l'ancienne Abbaye Saint-Genest (Notre-Dame).

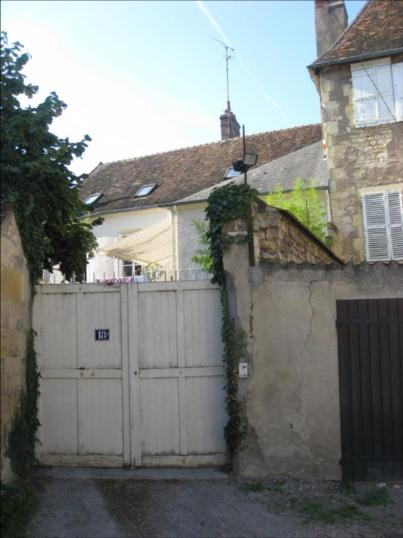
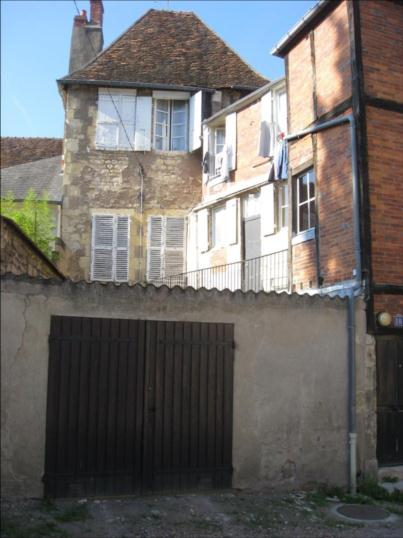

### L'hôtel Saint-Louis
Adresse : 2, place Mossé
Cet ancien hôtel sert aujourd'hui d'habitation et de commerce.

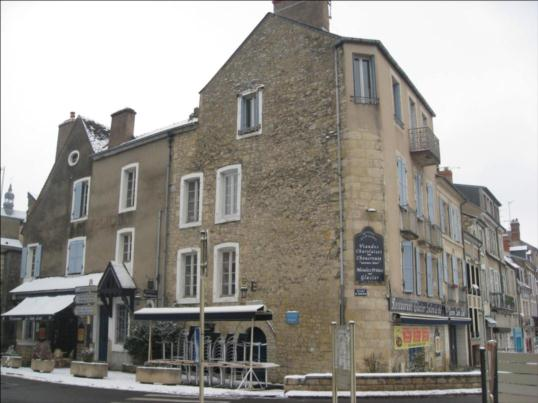
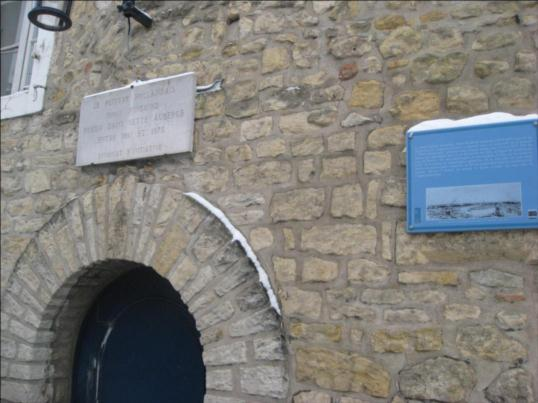